# Viena
Viena (en alemán: Wien, pronunciado /viːn/ (escucharⓘ)) es una ciudad austriaca situada a orillas del Danubio, en el valle de los Bosques de Viena, al pie de las primeras estribaciones de los Alpes. Es la capital federal y ciudad principal del país, además de uno de sus nueve estados federados (Bundesland Wien).
Viena es una de las ciudades más pobladas y grandes de Europa, con una superficie de 415 km2 y una población de alrededor de 1.700.000 habitantes, y con más de dos millones de personas en su región metropolitana.
La ciudad tiene una larga historia, ya que es una de las más antiguas capitales de Europa, por lo que cuenta con un importante patrimonio artístico. Durante los siglos XVIII y XIX fue una de las grandes capitales musicales del mundo, siendo el lugar de origen de artistas musicales como Schubert y Strauss. A principios del siglo XX florece en la filosofía y en el debate político de Occidente con el nacimiento del Círculo de Viena, un grupo cultural que tiene como base la filosofía de Aristóteles.

## Origen etimológico
Según un escrito aparecido por primera vez en el siglo III d. C., los romanos llamaban a la ciudad Vindobona, nombre de origen celta que significa ciudad blanca. La palabra Viena vino derivada del vocablo latín Vienna, nombre de una antigua provincia romana de la Galia al sur de Francia. Su origen podría estar en la palabra germana Wien, el nombre del pequeño río que confluye con el Danubio en la localidad. 
Este nombre, a su vez, proviene del alto alemán antiguo Wênia, que significa torrente o 'arroyo que fluye en el bosque'. Otra teoría sugiere que proviene de la palabra protogaélica benna, que significa colina o pico.

## Historia

### Antigüedad
Ver también: Vindobona

Mapa de la antigua Vindobona.

Los primeros habitantes de la ciudad fueron los ilirios, que poblaron la región durante el 1000 a. C., los misteriosos ilirios indoeuropeos establecieron una civilización bárbara de alto nivel alrededor de Viena. Después de ellos vinieron los celtas, que emigraron hacia el este desde la Galia alrededor del año 400 a. C.
Como muchas ciudades europeas, Viena fue fundada por los romanos, los legionarios se instalaron en la región, formando un gran campamento, llamado Vindobona. El campamento fue fundado en el siglo I d. C. como una instalación más para vigilar el limes, las grandes murallas que defendían el lugar se pueden apreciar en el centro de la ciudad, esto se ve en la peculiar estructura que tienen algunas edificaciones de la metrópoli.
Durante el siglo III hubo un asentamiento civil al sur del campamento, pero aún se desconoce sobre este suceso. A partir de los siglos IV y V el Imperio romano tuvo que afrontar una grave crisis, la cual afectó de forma notable a la ciudad de Vindobona. Marco Aurelio murió en el campamento en el año 180, después de esto, los marcomanos saquearon la ciudad numerosas veces, y la situación llegó hasta tal punto, que el emperador Teodosio II permitió a los hunos instalarse en el campamento en el año 433 d. C.
Vindobona fue defendida por los mismos pueblos bárbaros que atacaron la ciudad, estos crearon fortificaciones para parar las invasiones de los pueblos del Este.

### Edad Media

#### Alta Edad Media
Bávaros y húngaros lucharon para establecer su poderío en la región, en el año 881 los enfrentamientos entre estos dos pueblos se hicieron aún más frecuentes, Wenia era el nombre de la ciudad por aquellos años. Durante los siguientes años, la ciudad no tuvo potencial estratégico ninguno, la ciudad entró en una gran decadencia, y cada vez más gente se iba del lugar.
Tras la contención de los magiares, los Babenberg crearon el margravado de Austria gracias a la batalla de Lechfeld del año 955. Los Babenberg se colocaron como duques de Austria en el año 976, expandiendo los territorios austríacos sin que los húngaros se dieran cuenta, gracias a esto, la ciudad se encaminó en un viaje que la llevaría a convertirse en la capital de uno de los reinos más poderosos de Europa.

#### Plena Edad Media
Si bien la ciudad estuvo asentada numerosas veces por los magiares, los Babenberg supieron establecer su poderío en la región, finalmente, en el siglo XII los margraves consolidaron su poder en la ciudad.
Alrededor del año 1150 Viena se convirtió en la residencia oficial de la casa de los Babenberg, los duques de Baviera construyeron el monasterio más antiguo de la ciudad, Sankt Maria zu den Schotten (Santa María de los Escoceses). Viena pudo denominarse como una verdadera ciudad, tras haber sido durante siglos un asentamiento más para numerosos pueblos europeos.

#### Baja Edad Media
En 1276, el rey Rodolfo I de Habsburgo tomó el control de Viena después de una batalla. Le quitó al rey Ottokar las tierras que el emperador anterior le había dado para administrar y nombró a su hijo Alberto I de Habsburgo como administrador imperial.
Rudolf convirtió a Viena en la capital de Austria. A partir de entonces, los Habsburgo gobernaron Austria hasta 1919.

### Edad Moderna

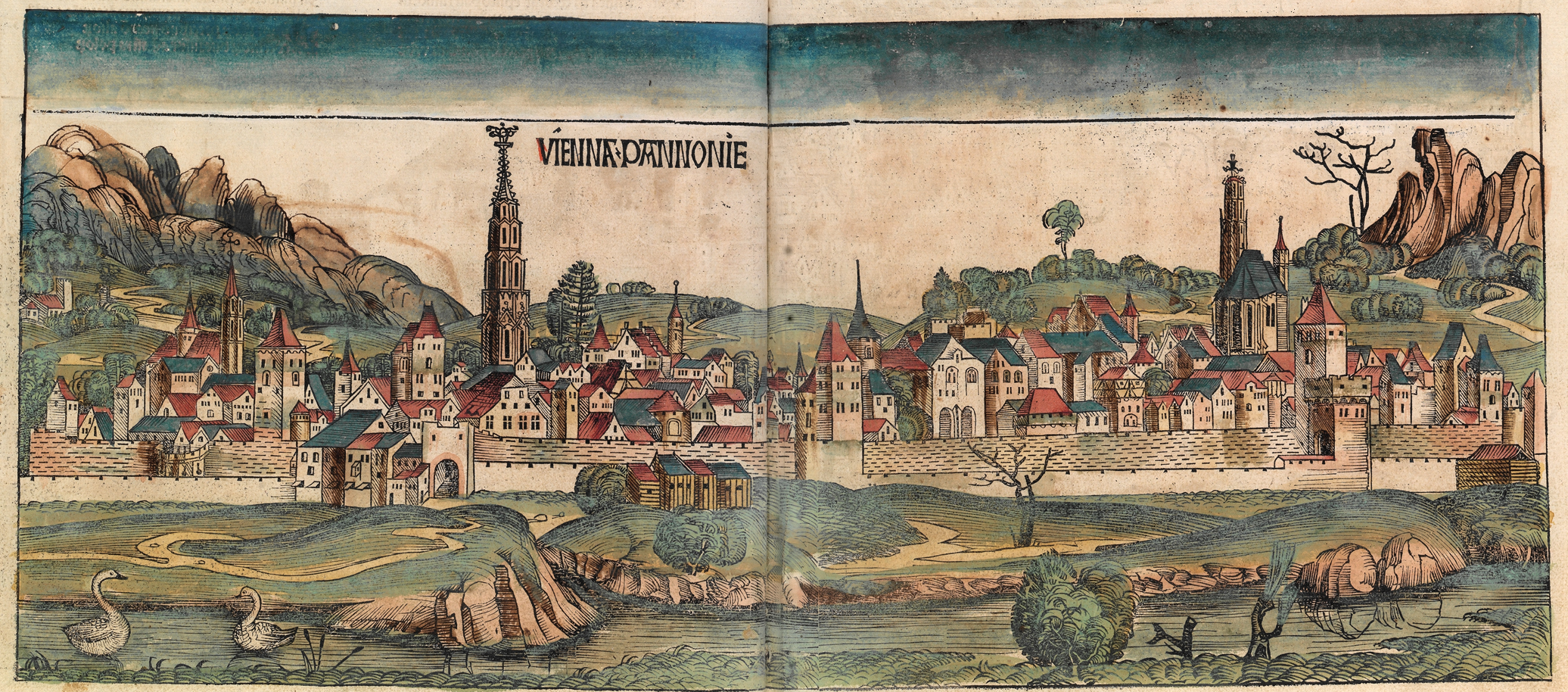
Dibujo de Viena hacia el año 1493

Con la caída de Constantinopla y la expansión del Imperio otomano gran parte de Europa comenzó a estar en peligro, ciudades como Viena podían ser invadidas en cualquier momento, los turcos sitiaron tres veces la capital austríaca, una de esas veces fue en 1529, cuando los jenízaros se enfrentarían a las tropas imperiales de Fernando I y Carlos V. A pesar del poder que tenía el ejército de Solimán, los turcos no pudieron asediar la ciudad, gran parte de las minas fueron desactivadas por las tropas imperiales, y el Imperio español pudo retener a los turcos, dejándolos totalmente acabados.
Durante los años posteriores, la Reforma protestante llegó a Austria desde las tierras alemanas, ahí fue cuando la iglesia conservadora de los Habsburgo tuvo que poner frente a la reforma de Lutero. Las ejecuciones fueron frecuentes desde 1520, los protestantes eran silenciados por el gobierno conservador, casos como el de Balthasar Hubmaier se hicieron famosos de inmediato.

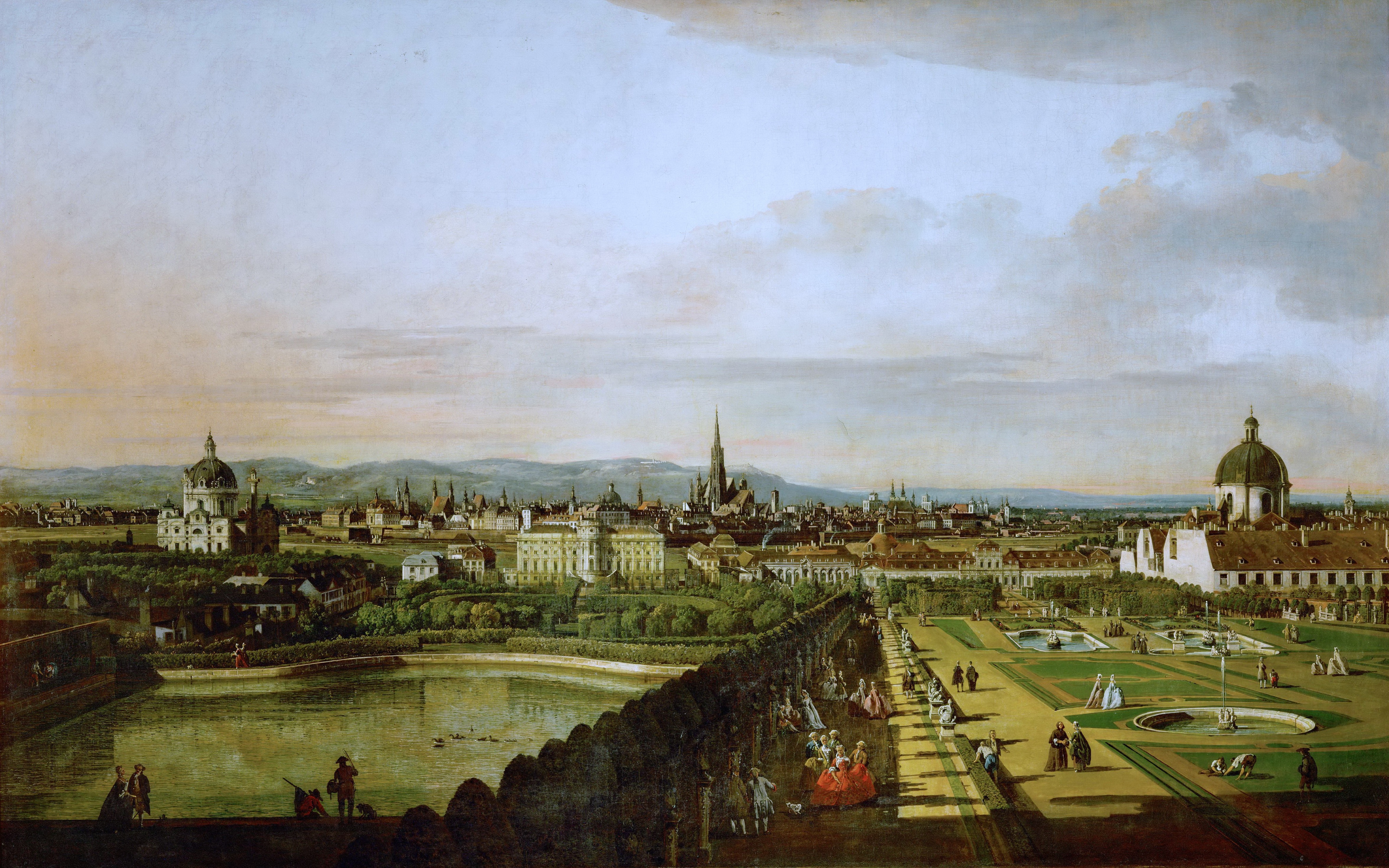
Viena en 1758.

El tercer sitio se produjo en 1683, en la llamada batalla de Viena, y marcó el comienzo del declive del Imperio otomano en Europa. Fue iniciado por el gran visir Kara Mustafá, que necesitaba desesperadamente un éxito militar para reforzar su posición inestable y trató de lograrlo en una campaña contra el emperador Leopoldo I. Los turcos avanzaron con fuerza abrumadora, sitiaron la ciudad el 16 de julio, pero su falta de artillería de asedio permitió a Leopoldo reunir un ejército adicional formado por tropas austriacas, alemanas y polacas, que derrotó al ejército turco en una batalla librada delante de los muros de la ciudad el 12 de septiembre, que también se conoce como Batalla de Kahlenberg.
Durante el siglo XVIII, los Habsburgo habían convertido a la ciudad en su capital desde 1556 y su importancia se vio acrecentada con la expansión por el valle del Danubio. Se convirtió en un núcleo principal del Barroco europeo gracias a la construcción de importantes obras arquitectónicas y creaciones musicales. En 1800, antes de las guerras napoleónicas, la ciudad contaba con 231 900 habitantes.
Desde el asedio de 1683, en que fueron destruidas numerosas ciudades pequeñas que existían en el exterior de la muralla, en el terreno ondulado situado frente a la ciudad se alzaron numerosos palacios con jardines. El punto de partida fueron los planos del palacio real de Schönbrunn, elaborados por Johann Bernhard Fischer von Erlach. Hacia 1720 se contaban 200 residencias rurales. El príncipe Eugenio de Saboya había adquirido en 1693 la más bella parcela y una de las más grandes con los primeros ingresos que le habían llegado. Allí, tras cuarenta años de trabajo, levantó el Belvedere con sus espaciosos jardines.

### Etapa napoleónica
Ver también: Congreso de Viena
Tras la derrota austríaca en la batalla de Wagram, Napoleón se hospedó en el Palacio de Schönbrunn (donde -ironías de la historia- apenas unos años atrás se habían hospedado Luis XVI y María Antonieta, hija de María Teresa y Francisco I, emperadores de Austria), donde firmó el 14 de octubre de 1809 el contrato de Schönbrunn, con el que Austria asumía su derrota en Wagram y aceptaba la ocupación francesa en la región.

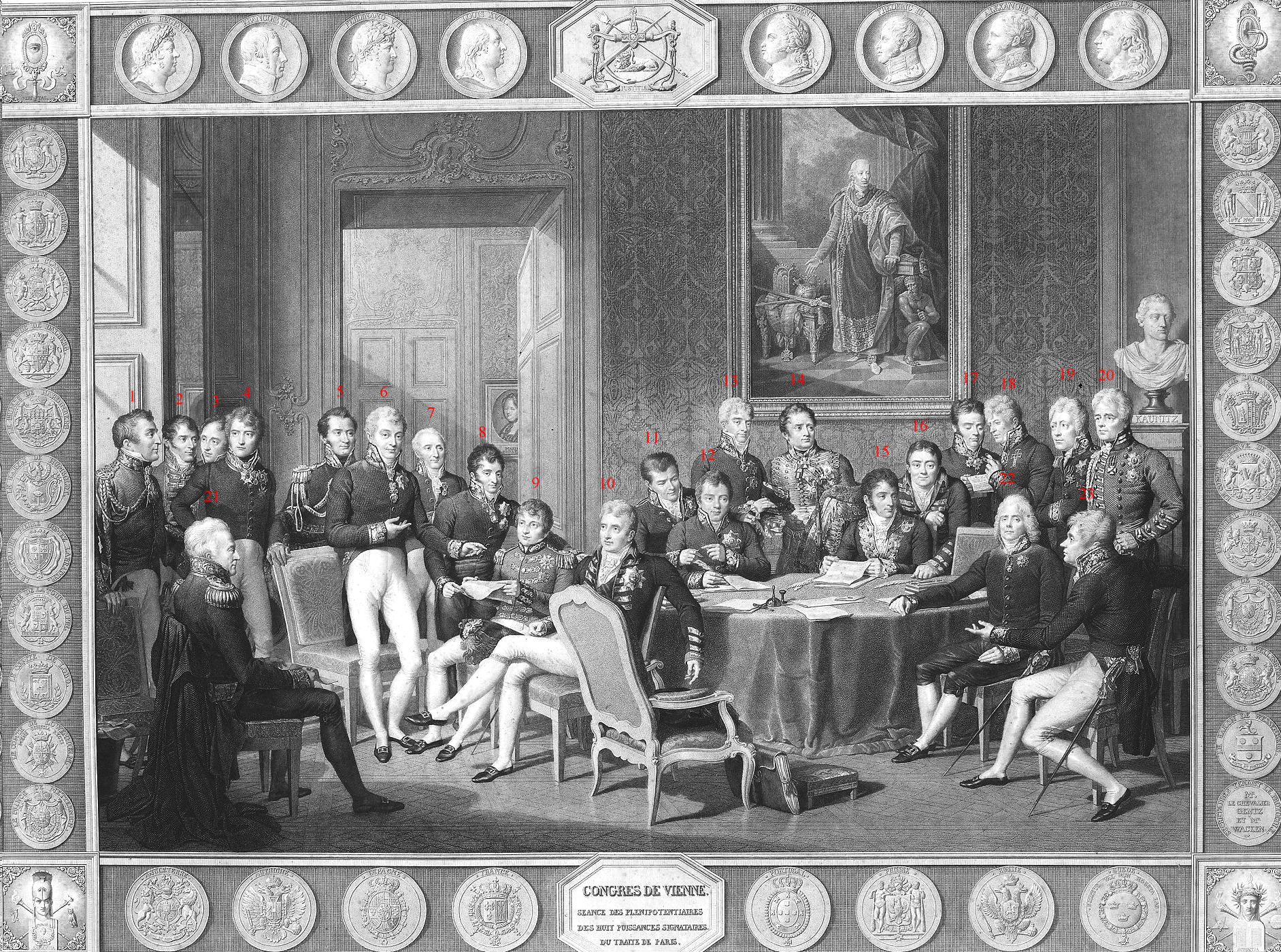
Grabado de los representantes del Congreso de Viena.

Tras la derrota de Napoleón Bonaparte, las principales potencias europeas de la época se reunieron en Viena desde el 1 de octubre de 1814 hasta el 9 de junio de 1815 para decidir las nuevas políticas en el continente y el reparto de los territorios reconquistados a Francia. El principal impulsor de este encuentro diplomático fue Klemens von Metternich, líder del movimiento anti-napoleónico durante la ocupación francesa de Austria, esos días en Viena fueron muy claves para que la capital austríaca se convirtiera en uno de los principales centros diplomáticos de todo el planeta.
La ciudad siguió manteniendo sus murallas defensivas, incluso en un momento en que otras ciudades de Europa comenzaban a "desfortificarse" a escala masiva. Pero cuando Napoleón entró victorioso en la ciudad este destruyó todas las fortificaciones de la ciudad, esto ayudó a Viena a urbanizarse de forma más rápida, la ciudad empezó a extenderse durante los años del Imperio austrohúngaro, dejando a Viena como una de las ciudad más emblemáticas de todo el mundo.

### Imperio austrohúngaro

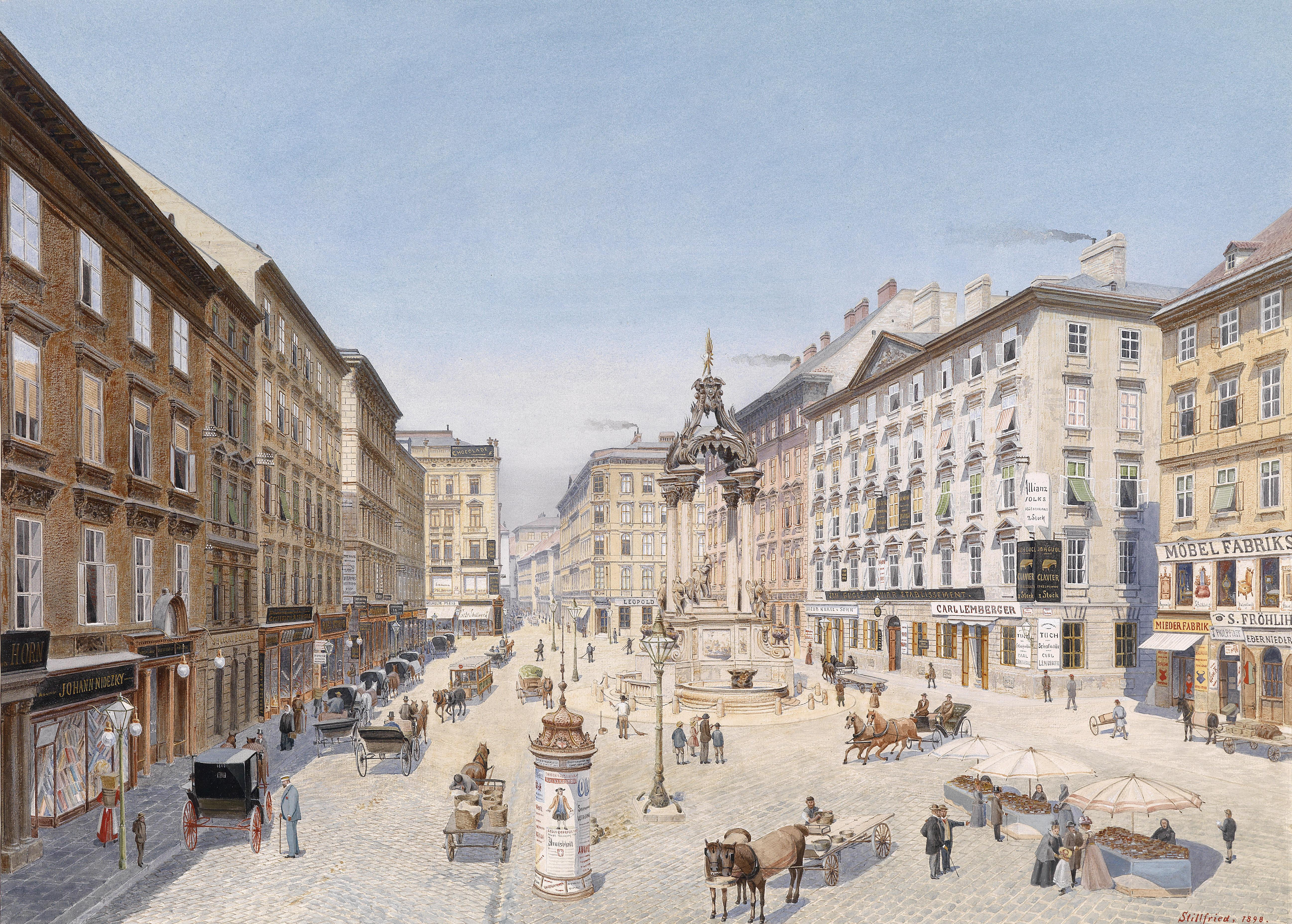
Vista de la ciudad, capital del Imperio austrohúngaro, a finales del.

Durante el siglo XIX, sobre todo en la segunda mitad, Viena inició un despegue demográfico, acompañado de reformas urbanísticas, que la convirtieron en una gran ciudad, multiplicando en un siglo su población por diez. En 1857, se derribaron las murallas por decreto de Francisco José I de Austria, abriéndose una nueva avenida, la Ringstraße, donde se construyeron importantes edificios, como la Ópera, la Universidad, el Ayuntamiento, el Parlamento, la Bolsa y los museos de historia del arte e historia natural.
La derrota de Austria en la guerra austro-prusiana en 1866 y la posterior anexión de los Estados alemanes a Prusia convirtieron a la unificada Alemania en un peligro para Austria, por lo que esta última se tuvo que aliar con Hungría en lo que se conoce como la "política de compensación" o Ausgleichpolitik. Así pues, en 1867, tras el Compromiso con Hungría, Viena se convirtió en la capital del Imperio austrohúngaro y en un centro cultural, artístico, político, industrial y financiero de primer orden mundial. Con esta alianza, Austria prosigue sumando otras más, con lo que para fines del siglo XIX el imperio abarcaba los actuales países de Austria, Hungría, Eslovaquia, República Checa, la Galicia polaca, la Transilvania rumana, la Bucovina y la Rutenia ucranianas, Croacia, Bosnia-Herzegovina, Eslovenia y el Trentino-Alto Adigio italiano.
Viena alcanza su máximo demográfico en 1916 con 2 239 000 habitantes, siendo la tercera ciudad más grande de Europa. Este es el período cultural más glorioso de la monarquía de los Habsburgo, con Francisco José I rigiendo el Imperio (período 1848-1916). También es la época de los suntuosos valses vieneses en la Opera Nacional de Viena, grandes carruajes paseando por la Ringstraße y la Kärntner Straße, así como de los típicos cafés vieneses.
De la época destacan intelectuales, como Sigmund Freud en el psicoanálisis y Otto Bauer en el campo del pensamiento político, principal exponente del austromarxismo, ideas que calarían fuerte en la sociedad vienesa, pues ya en 1895 el gobierno municipal estaría en manos del partido socialcristiano, precursor del actual partido ÖVP (democristiano). Tampoco hay que olvidar en el plano artístico el movimiento modernista, la Secesión de Viena (Secession), con Gustav Klimt como principal exponente en la pintura, Coloman Moser en el grafismo y Otto Wagner, Joseph Maria Olbrich y Josef Hoffman en la arquitectura. Contrario a estos destacaría, así mismo, Adolf Loos con su racionalismo arquitectónico. Sin embargo, la Primera Guerra Mundial y la posterior derrota austrohúngara truncarían gran parte de ese esplendor.
También en este periodo, específicamente en el año 1913, se destaca el hecho de que en un punto de la ciudad, han residido simúltaneamente figuras como Adolf Hitler, Iósif Stalin, Josip Broz Tito, León Trotski y el propio Freud. No se sabe si hubo alguna reunión entre cualquiera de ellos.
Tras el asesinato del archiduque heredero Francisco Fernando y su esposa, Sofía Chotek, en Sarajevo, a manos del terrorista serbobosnio Gavrilo Princip, y ante la abrumadora evidencia de la participación de los servicios de inteligencia serbios en el complot, la monarquía dual declara la guerra a Serbia y termina estallando la Primera Guerra Mundial. En octubre de 1918, derrotada Austria-Hungría y sus aliados, estalla la revolución en Viena que pide la disolución de la monarquía y la independencia austríaca; sería el fin de la monarquía de los Habsburgo que gobernaban el país desde 1278.

### La República de Austria

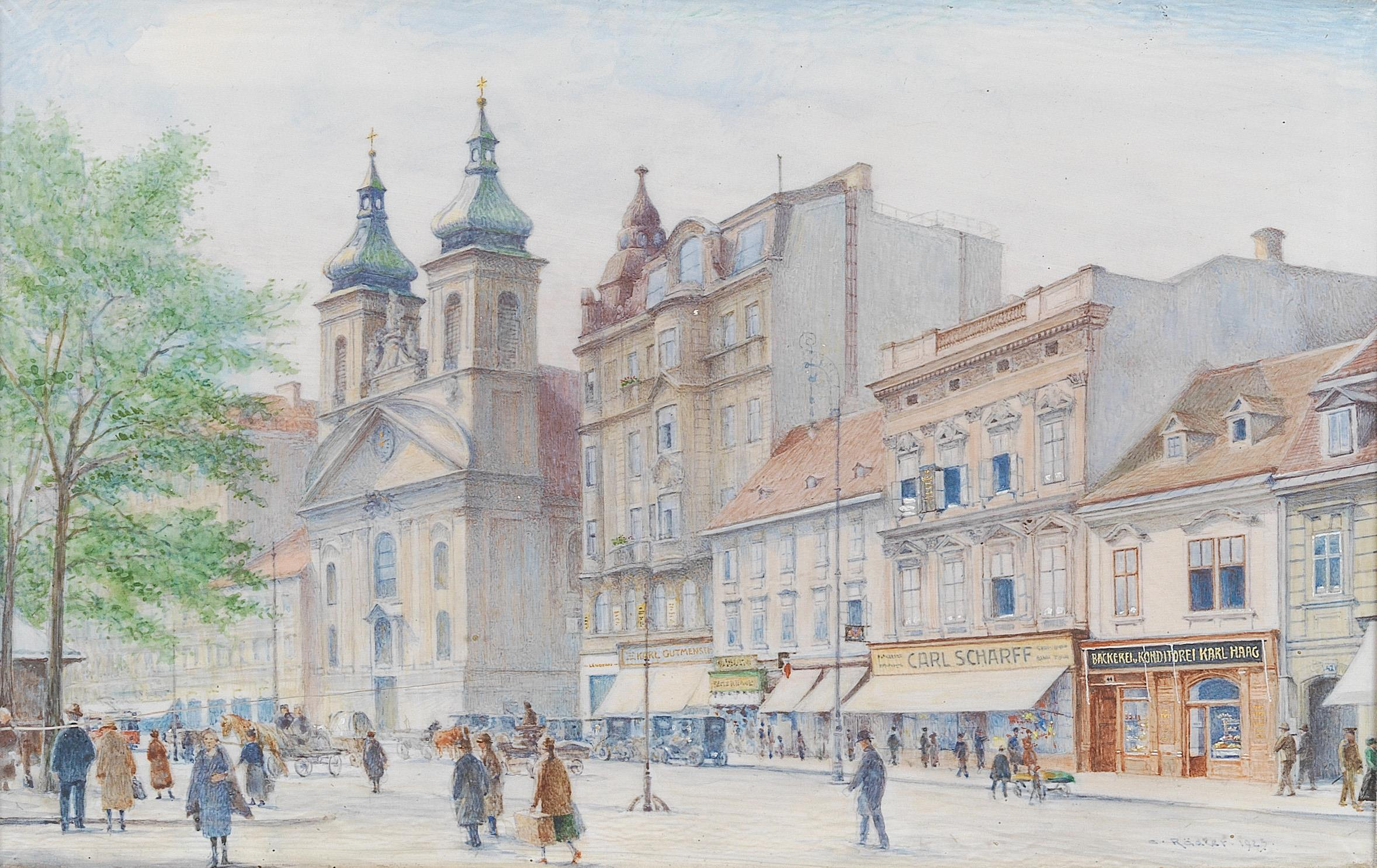
Viena hacia 1923.

Viena se convirtió, tras el tratado de Saint-Germain, en la capital de la pequeña República de Austria, reducida a su tamaño actual, sufriendo un importante revés demográfico, económico y político. Pese a todo, en esta época continuó la actividad intelectual con el Círculo de Viena (der Wiener Kreis), considerado por muchos el grupo de intelectuales más influyentes del siglo XX en Europa, entre los que destacan Moritz Schlick y Ludwig Wittgenstein en la filosofía positivista lógica (Logischer Empirismus).
Durante el periodo democrático republicano, es decir, desde 1918 hasta la dictadura de Engelbert Dollfuss en 1934, el Partido Obrero Socialdemócrata (Sozialdemokratische Arbeiterpartei en alemán) obtuvo la mayoría absoluta en todas las elecciones celebradas para el gobierno local, por lo que la ciudad pasó a ser conocida como Viena roja. La política socialdemócrata de esos años se caracterizó por un extenso programa de viviendas sociales y por un marcado apoyo a la educación y la sanidad públicas, tal y como preconizaba la corriente austromarxista. La Viena roja finalizó en 1934 a consecuencia de la guerra civil austríaca y la victoria del Frente Patriótico. Su último alcalde fue Karl Seitz.

### Segunda Guerra Mundial

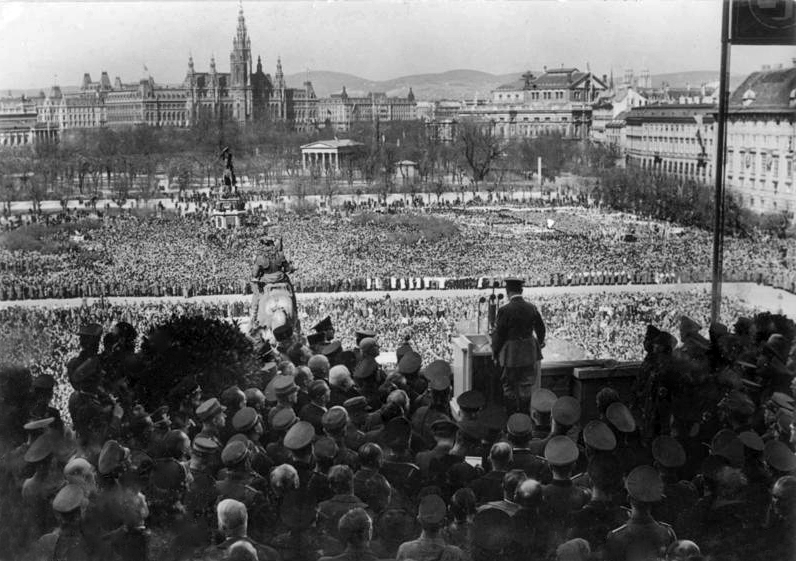
Adolf Hitler, el 14 de marzo de 1938, su primer gran discurso a los vieneses desde el balcón central del Palacio Imperial de Hofburg.

La importancia cultural vienesa se mantendría hasta 1938, año en el que el país fue invadido y, posteriormente, anexionado por la Alemania nazi. Dicha anexión, conocida como el Anschluss, estaba prohibida en los tratados de paz y fue la primera de las expansiones tendentes a unificar en un solo Estado a todos los germanohablantes, bajo un solo liderazgo ("ein Reich, ein Volk, ein Führer"). En la ciudad, que pasó a ser capital de la provincia de Ostmark, pronunció Hitler, el 14 de marzo de 1938, su primer gran discurso a los vieneses desde el balcón central del Palacio de Hofburg, discurso que es considerado uno de los más emotivos del dictador y de mayor aclamo por su masiva audiencia debido a la euforia que la anexión de Austria al Tercer Imperio Germano (Dritte Reich) causó en parte de la población. Para legitimar la invasión se celebró un referéndum el 10 de abril que resultó favorable al Anschluss con un 99,73 %, si bien carecía de las garantías democráticas.
Durante la Segunda Guerra Mundial, Viena sufrió los indiscriminados bombardeos aéreos estadounidenses que destruyeron buena parte del patrimonio histórico (la catedral gótica de San Esteban, el Palacio de Hofburg, la ópera de Viena, los puentes del Danubio, entre otros), el cual fue reconstruido tras la contienda. En mayo de 1945 Viena fue tomada por el ejército soviético, quienes, junto con franceses, estadounidenses y británicos, la ocuparían durante los diez años posteriores bajo un sistema de ocupación cuatripartita en la ciudad, similar al de Berlín.

### Posguerra

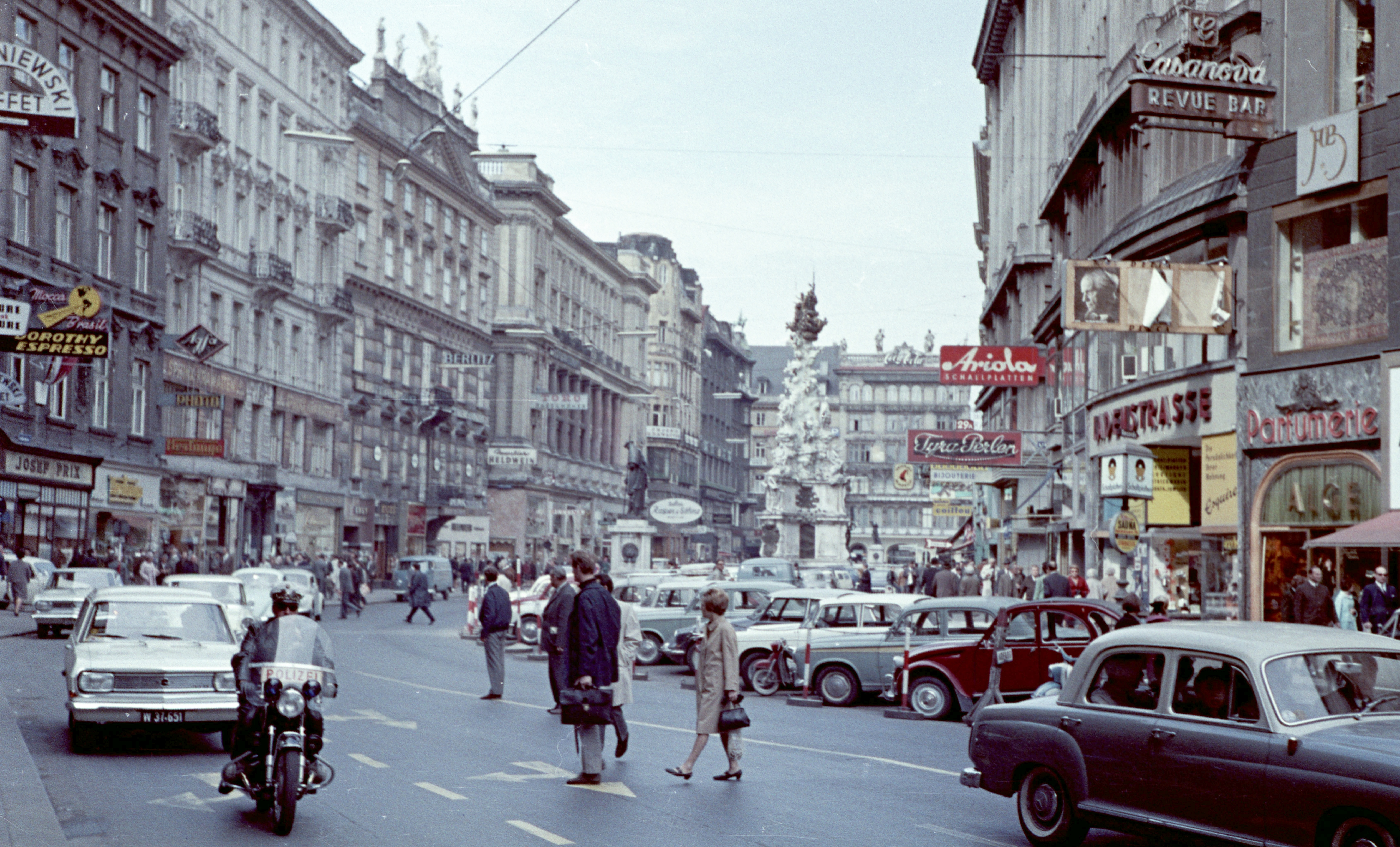
Viena en 1966.

Tras las gestiones de Leopold Figl y Julius Raab el control de las cuatro potencias de Viena duró hasta que se firmó el Tratado de Estado de Austria en mayo de 1955. Ese año, después de años de reconstrucción y restauración, la Ópera Estatal y el Burgtheater, ambos en Ringstraße, reabrieron al público. La Unión Soviética firmó el Tratado de Estado solo después de haber recibido una garantía política del gobierno federal para declarar la neutralidad de Austria después de la retirada de las tropas aliadas. Esta ley de neutralidad, aprobada a finales de octubre de 1955 (y no el Tratado de Estado en sí), aseguró que la Austria moderna no se alinearía ni con la OTAN ni con el bloque soviético, y se considera una de las razones del retraso en la entrada de Austria en la Unión Europea en 1995.
En la década de 1970, el canciller austriaco Bruno Kreisky inauguró el Centro Internacional de Viena, una nueva área de la ciudad creada para albergar instituciones internacionales. Viena ha recuperado gran parte de su anterior estatura internacional al albergar organizaciones internacionales, como las Naciones Unidas (Organización de las Naciones Unidas para el Desarrollo Industrial, Oficina de las Naciones Unidas en Viena y Oficina de las Naciones Unidas contra la Droga y el Delito), la Comisión Preparatoria para la Prueba Nuclear Completa -Organización del Tratado de Prohibición, la Agencia Internacional de Energía Atómica, la Organización de Países Exportadores de Petróleo y la Organización para la Seguridad y la Cooperación en Europa.

## Geografía
Viena es la capital de Austria, está situada en el centro de Europa y en el noreste de Austria. Está solo a unos 50 kilómetros de la frontera con Eslovaquia y a unos 65 kilómetros tanto de aquella con Hungría como de la con la República Checa. La ciudad tiene una superficie total de 414,65km², por lo que es la más grande de Austria por superficie. Viena se sitúa a ambos lados del río Danubio, que cruza la ciudad desde el noroeste hacia el sureste.
Las últimas estribaciones de la cordillera de los Alpes, y más específicamente de los Alpes Orientales, comienzan en la periferia occidental de la ciudad. El área incluye los Bosques de Viena, un populares lugar de recreo. El punto más bajo de la ciudad se sitúa en Lobau, a 151 metros sobre el nivel del mar, mientras que el punto más alto es Hermannskogel con 542 metros. La altitud media es alrededor de 170 metros.

### Clima

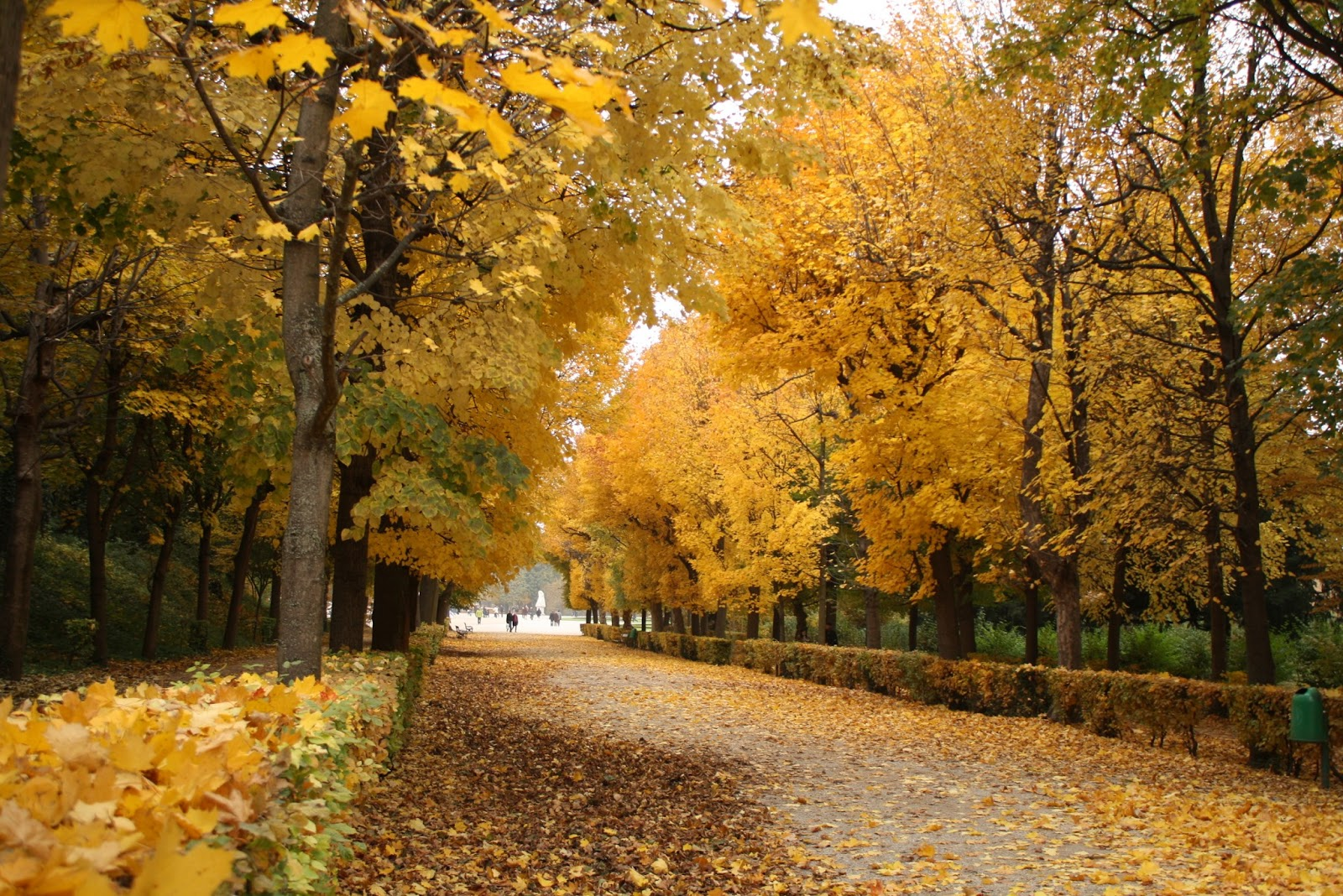
Jardines de Viena durante otoño

Viena, según la clasificación de Köppen, se halla en una zona de transición entre el clima oceánico (Cfb) y el clima húmedo continental (Dfb). La temperatura media anual es de 10,4 °C, registrándose los valores más altos en julio, con máximas medias de 26,5 y mínimas medias de 15,9, y aquellos más bajos en enero, con máximas medias de 3,2 y mínimas medias de -1,9. Las precipitaciones anuales son de 651 mm, sin meses secos.
Los inviernos son normalmente muy fríos, con temperaturas medias en torno a los 0 °C y frecuentes heladas y nevadas. Los veranos son generalmente suaves y húmedos y las temperaturas, si bien no suelen ser muy cálidas, pueden superar los 35 °C en algunas ocasiones. El otoño y la primavera son muy variables en cuanto a temperaturas, siendo por lo general los otoños bastante más fríos, con posibles nevadas ya en noviembre, y con precipitaciones relativamente abundantes.
La temperatura más alta jamás registrada en Viena fue de 38,5 en la estación meteorológica de Hohe Warte (39,5 en Innere Stadt, el centro de la ciudad) en agosto de 2013, mientras que la más baja fue de -26,3 en febrero de 1929.
| Parámetros climáticos promedio de Viena (Innere Stadt)    | Parámetros climáticos promedio de Viena (Innere Stadt) | Parámetros climáticos promedio de Viena (Innere Stadt) | Parámetros climáticos promedio de Viena (Innere Stadt) | Parámetros climáticos promedio de Viena (Innere Stadt) | Parámetros climáticos promedio de Viena (Innere Stadt) | Parámetros climáticos promedio de Viena (Innere Stadt) | Parámetros climáticos promedio de Viena (Innere Stadt) | Parámetros climáticos promedio de Viena (Innere Stadt) | Parámetros climáticos promedio de Viena (Innere Stadt) | Parámetros climáticos promedio de Viena (Innere Stadt) | Parámetros climáticos promedio de Viena (Innere Stadt) | Parámetros climáticos promedio de Viena (Innere Stadt) | Parámetros climáticos promedio de Viena (Innere Stadt) |
| Mes                                                       | Ene.                                                   | Feb.                                                   | Mar.                                                   | Abr.                                                   | May.                                                   | Jun.                                                   | Jul.                                                   | Ago.                                                   | Sep.                                                   | Oct.                                                   | Nov.                                                   | Dic.                                                   | Anual                                                  |
| --------------------------------------------------------- | ------------------------------------------------------ | ------------------------------------------------------ | ------------------------------------------------------ | ------------------------------------------------------ | ------------------------------------------------------ | ------------------------------------------------------ | ------------------------------------------------------ | ------------------------------------------------------ | ------------------------------------------------------ | ------------------------------------------------------ | ------------------------------------------------------ | ------------------------------------------------------ | ------------------------------------------------------ |
| Temp. máx. abs. (°C)                                      | 18.7                                                   | 20.6                                                   | 25.5                                                   | 29.5                                                   | 34.0                                                   | 36.5                                                   | 39.5                                                   | 38.4                                                   | 34.0                                                   | 27.8                                                   | 21.7                                                   | 16.1                                                   | 39.5                                                   |
| Temp. máx. media (°C)                                     | 3.2                                                    | 5.2                                                    | 10.3                                                   | 16.2                                                   | 21.1                                                   | 24.0                                                   | 26.5                                                   | 26.0                                                   | 20.6                                                   | 14.6                                                   | 8.1                                                    | 3.6                                                    | 14.9                                                   |
| Temp. media (°C)                                          | 0.3                                                    | 1.5                                                    | 5.7                                                    | 10.7                                                   | 15.7                                                   | 18.7                                                   | 20.8                                                   | 20.2                                                   | 15.4                                                   | 10.2                                                   | 5.1                                                    | 1.1                                                    | 10.4                                                   |
| Temp. mín. media (°C)                                     | -1.9                                                   | -1.0                                                   | 2.4                                                    | 6.3                                                    | 10.9                                                   | 14.0                                                   | 15.9                                                   | 15.7                                                   | 11.9                                                   | 7.3                                                    | 3.0                                                    | -0.8                                                   | 7.0                                                    |
| Temp. mín. abs. (°C)                                      | -23.8                                                  | -26.3                                                  | -16.3                                                  | -8.1                                                   | -1.8                                                   | 3.2                                                    | 6.9                                                    | 6.5                                                    | -0.6                                                   | -9.1                                                   | -14.3                                                  | -20.7                                                  | -26.0                                                  |
| Precipitación total (mm)                                  | 38                                                     | 40                                                     | 51                                                     | 45                                                     | 69                                                     | 70                                                     | 70                                                     | 72                                                     | 61                                                     | 38                                                     | 49                                                     | 48                                                     | 651                                                    |
| Nevadas (cm)                                              | 18                                                     | 17                                                     | 8                                                      | 1                                                      | 0                                                      | 0                                                      | 0                                                      | 0                                                      | 0                                                      | 0                                                      | 6                                                      | 17                                                     | 67                                                     |
| Horas de sol                                              | 70                                                     | 100                                                    | 143                                                    | 197                                                    | 239                                                    | 236                                                    | 263                                                    | 251                                                    | 182                                                    | 133                                                    | 66                                                     | 51                                                     | 1930                                                   |
| Humedad relativa (%)                                      | 72.4                                                   | 65.1                                                   | 58.3                                                   | 51.9                                                   | 53.7                                                   | 55.0                                                   | 53.3                                                   | 53.3                                                   | 59.4                                                   | 64.8                                                   | 73.6                                                   | 77.3                                                   | 61.5                                                   |
| Fuente: Central Institute for Meteorology and Geodynamics |                                                        |                                                        |                                                        |                                                        |                                                        |                                                        |                                                        |                                                        |                                                        |                                                        |                                                        |                                                        |                                                        |

## Demografía

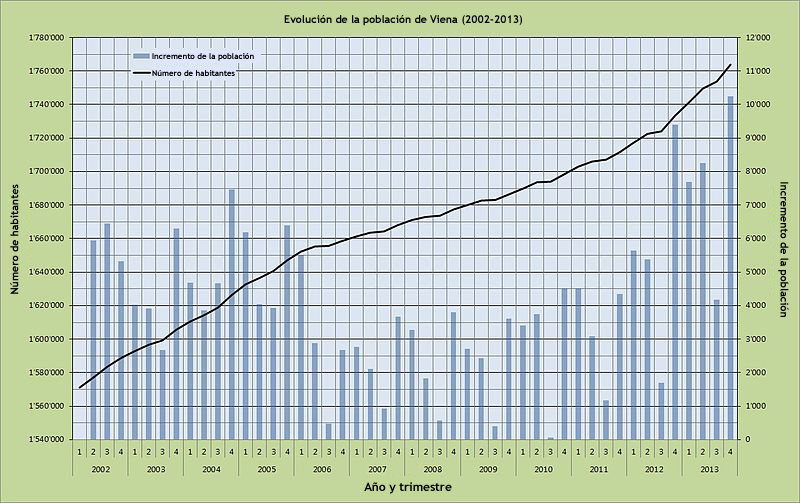
Evolución de la población de Viena: 2002-2013

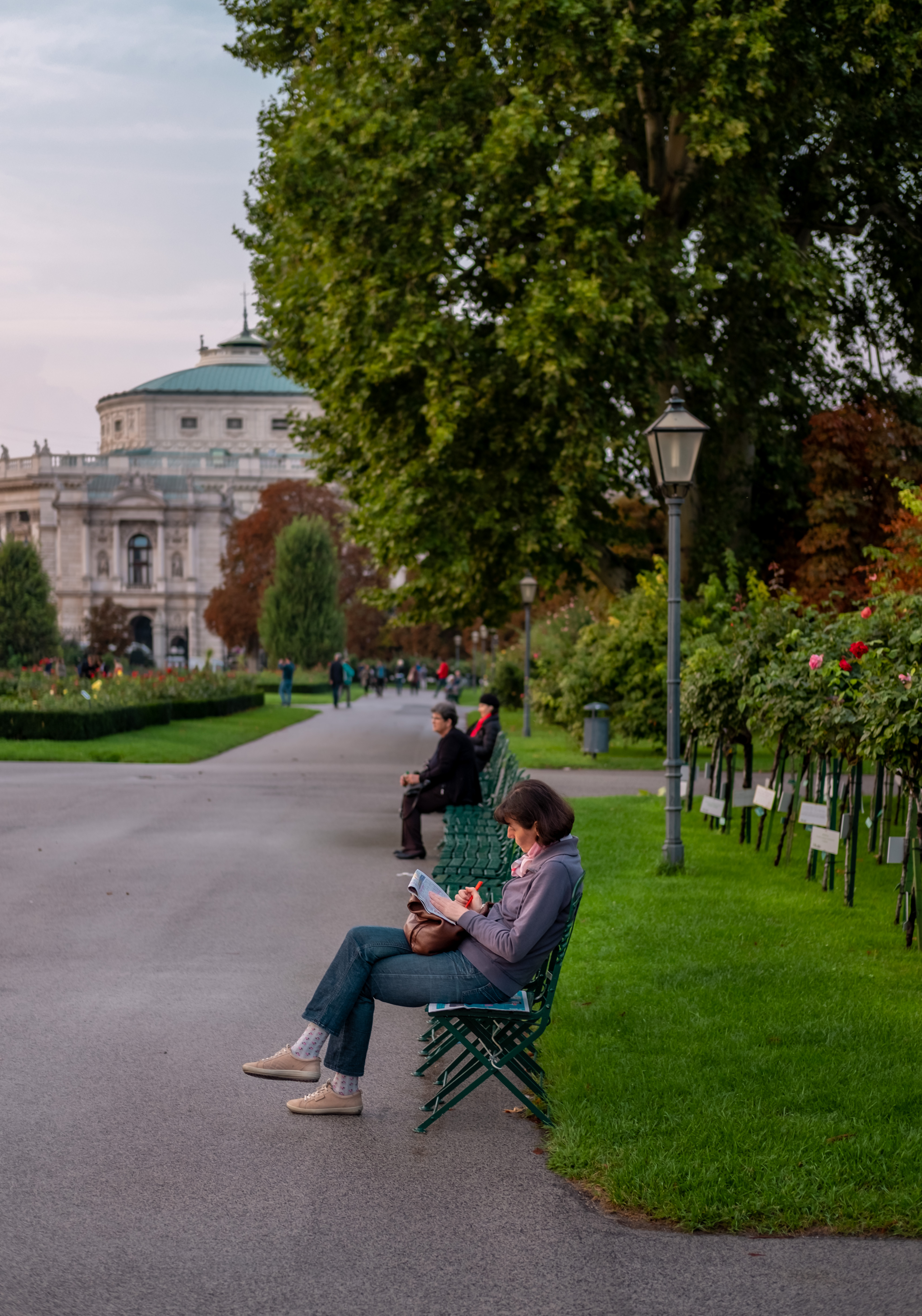
Personas en Viena

La población de Viena a 1 de enero de 2024 era de 2.005.760 habitantes. Un año antes contaba con 1.980.000, de los que el 34,3% son extranjeros. El grupo más numeroso de inmigrantes lo constituyen los serbios, tanto de Serbia como de Bosnia y Montenegro, segundados por los alemanes, los turcos, los polacos, los rumanos, los sirios, los ucranianos, los húngaros, los croatas (inclueyendo los de Bosnia) y los búlgaros. La población vienesa ha venido aumentando sobre todo en los últimos años, como consecuencia de la inmigración. El área metropolitana, que se extiende por tierras de la Baja Austria, cuenta con una población de cerca de 2.500.000 habitantes.
La ciudad cobró importancia con el asentamiento de los Habsburgo al convertirse en la capital de su imperio. Durante la Edad Media y los siglos XVI y XVII, la población aumentó lentamente debido a las epidemias y los asedios. El siglo XVIII fue un periodo más tranquilo y en 1790 ya alcanzó los 200.000 habitantes. El siglo XIX supuso para la ciudad un crecimiento demográfico sin precedentes, acorde a la posición que su estado alcanzaba en Europa. En 1850, con 551.300 habitantes, ya había pasado a Moscú y San Petersburgo, y a mediados de la década de 1870 ya superaba el millón de habitantes.
En 1910, la capital austrohúngara era la tercera ciudad de Europa, tras París y Londres, y ligeramente por encima de Berlín y San Petersburgo, contando con 2.083.630 habitantes, que se estima eran 2.239.000 en 1916, durante la Primera Guerra Mundial, cuando llegó a su máximo demográfico histórico. La desmembración de Austria-Hungría supuso un revés demográfico y la población descendió levemente, sufriendo altibajos pero con una marcada línea descendente, situándose por debajo de los 2.000.000 y sin variaciones significativas desde 1951 hasta el siglo XXI. Este siglo ha habido un repunte demográfico favorecido por la integración de los países de Europa del Este en la Unión Europea y por la última oleada inmigratoria desde Oriente Medio y Asia Central, lo que ha hecho que vuelva a superar los 2 millones de habitantes por primera vez desde la caída del imperio.

| año  | población |
| ---- | --------- |
| 1724 | 150 000   |
| 1754 | 175 460   |
| 1790 | 200 000   |
| 1796 | 235 098   |
| 1800 | 231 900   |
| 1810 | 224 548   |
| 1830 | 401 200   |
| 1840 | 469 400   |
| 1850 | 551 300   |

| año  | población |
| ---- | --------- |
| 1857 | 683 000   |
| 1869 | 900 998   |
| 1880 | 1 162 591 |
| 1890 | 1 430 213 |
| 1900 | 1 769 137 |
| 1910 | 2 083 630 |
| 1916 | 2 239 000 |
| 1923 | 1 918 720 |
| 1934 | 1 935 881 |

| año  | población |
| ---- | --------- |
| 1939 | 1 770 938 |
| 1951 | 1 616 125 |
| 1961 | 1 627 566 |
| 1971 | 1 619 885 |
| 1981 | 1 531 346 |
| 1988 | 1 506 201 |
| 1991 | 1 539 848 |
| 2001 | 1 550 123 |
| 2013 | 1 741 246 |

| año  | población |
| ---- | --------- |
| 2014 | 1 793 667 |
| 2017 | 1 867 582 |
| 2024 | 2 005 760 |

En cuanto a la religión, de acuerdo con el censo de 2001 el 49% de la población es cristiana, dividiéndose entre católicos (31,8%), ortodoxos (11,2%) y protestantes (3,7%). Los musulmanes representan el 14,8% de la población, las otras religiones suponen el 2%, mientras que los que no adhieren a ninguna religión llegan al 34,1%. Cabe destacar que en Austria, al igual que en Suiza y algunos otros países, la pertenencia a la religión mayoritaria, la católica, supone una contribución anual obligatoria dependiente de los ingresos de cada miembro, lo que históricamente ha representado una de las causas más importantes del abandono de la iglesia de parte de antiguos fieles.

## Transportes
El metro de Viena fue construido en el año 1969, pero hay que dejar constancia de un sistema ferroviario muy similar, el pre-metro, que ya operaba desde 1898.
El metro de Viena está compuesto por cinco líneas, todas ellas con tramos subterráneos y también algunos que van sobre la superficie.
- Línea U1 (Roja): Recorre Viena de norte a sur, desde la estación Leopoldau hasta llegar a Oberlaa. Se trata de una línea interesante, ya que tiene una estación junto a la catedral y sirve para llegar hasta el Prater.
- Línea U2 (Violeta): Recorre el centro de la ciudad formando una especie de semicírculo que conecta la estación Stadion con la de la Universidad de Viena. Se trata de una línea muy útil para llegar hasta el Prater, el Ayuntamiento, el Barrio de los Museos y la Iglesia de San Carlos Borromeo.
- Línea U3 (Naranja): Cruza la ciudad desde el sureste hasta el noroeste, desde la estación de Ottakring hasta la de Simmering, pasando por algunos lugares turísticos como Stephansplatz, el Museo Sisi y los Apartamentos Imperiales.
- Línea U4 (Verde): Recorre las estaciones que van desde Hütteldorf hasta Heiligenstadt, con una importante parada en su trayecto que coincide con el Palacio Schönbrunn.
- Línea U6 (Marrón): Comunica las afueras de Viena prácticamente de norte a sur, desde la estación Siebenhirten hasta Floridsdorf. Se trata de una línea que resulta poco útil para los turistas.[45]

El tranvía de Viena cuenta con veintinueve líneas y es un medio de transporte vital para la ciudad. Empezó a operar en 1865 y hoy en día constituye una de las redes de tranvías más extensa del mundo con 172 km y más de mil paradas. Actualmente muchos de estos tranvías disponen de buen servicio para discapacitados y la red se está actualizando para tener una cobertura total.
Las líneas 1 y 2 son las más recomendadas para los turistas, ya que el tranvía cruza por los sitios más populares de la ciudad, tales como la Ópera, el Palacio Hofburg, el Parlamento o la Bolsa.
Aunque el autobús no es tan recomendable como el tranvía o el metro, es un medio de transporte que vale la pena usar, también existen los autobuses nocturnos, que operan entre las 00:30 y las 5:00 a. m.
Una forma tradicional de moverse por el centro de la ciudad es con el fiaker, este transporte es un coche de caballos, que recorre los sitios más característicos de la ciudad. Originalmente, este transporte se utilizaba en París, más concretamente en la calle de Saint Fiacre, pero su nombre se debe realmente a un monje irlandés, Fiacrius, al cual se le aportan las cualidades de un jinete.
La primera licencia de fiaker se concedió en el año 1693, entre los siglos XIX y XX este medio de transporte se popularizó en la ciudad, en esa época ya había más de mil carruajes por toda Viena.
En Viena los taxis se pueden encontrar en las paradas de taxi (Taxistände). Otra opción es llamar por teléfono para pedirlo, pero de esta forma se ha de pagar un recargo.

### Puerto

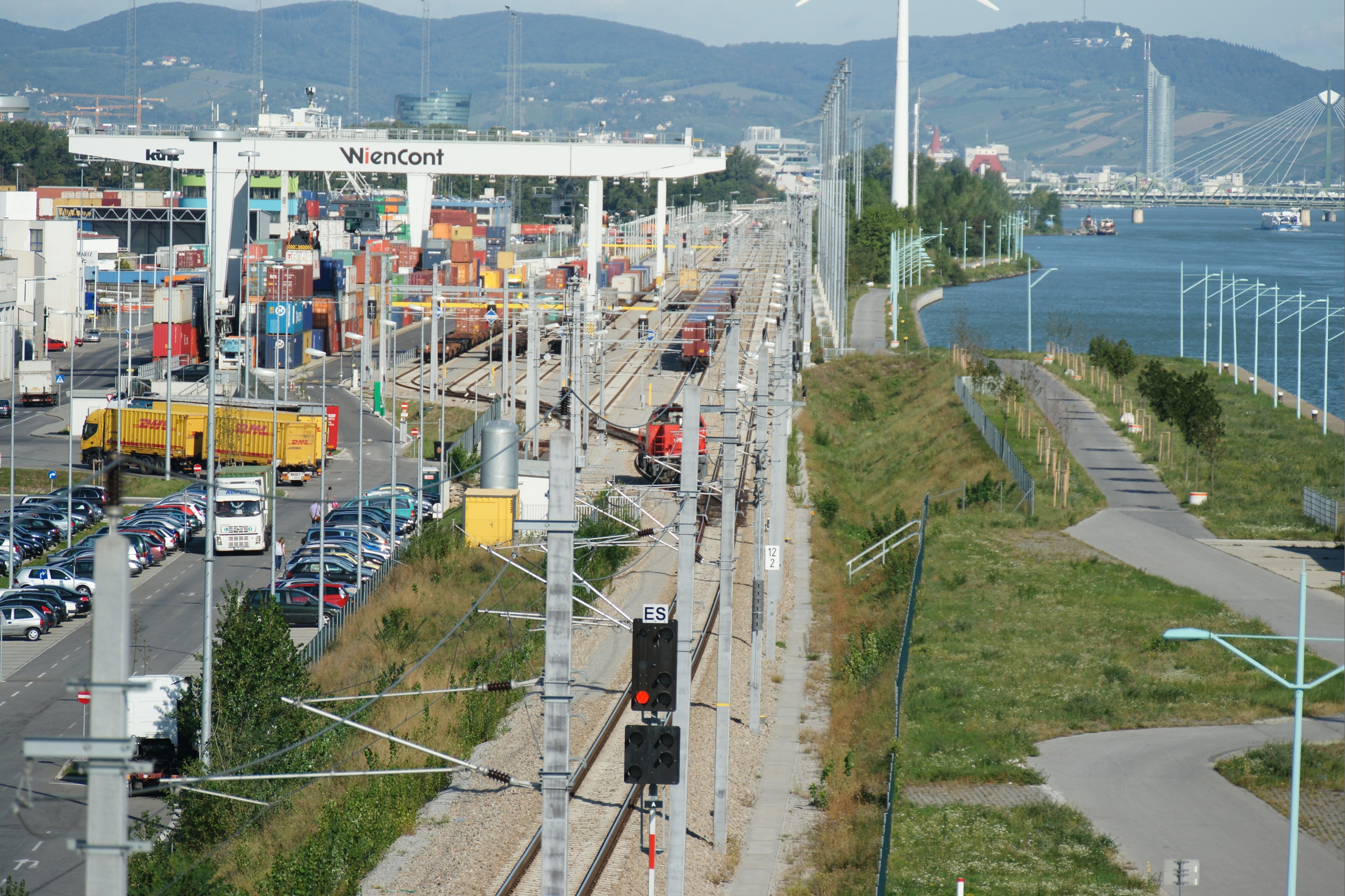
Entrada al terminal de contenedores, Puerto de Viena

### Aeropuerto
|  | Aeropuerto                        | Código IATA | Código OACI |
|  | --------------------------------- | ----------- | ----------- |
|  | Aeropuerto Internacional de Viena | VIE         | LOWW        |

## Educación

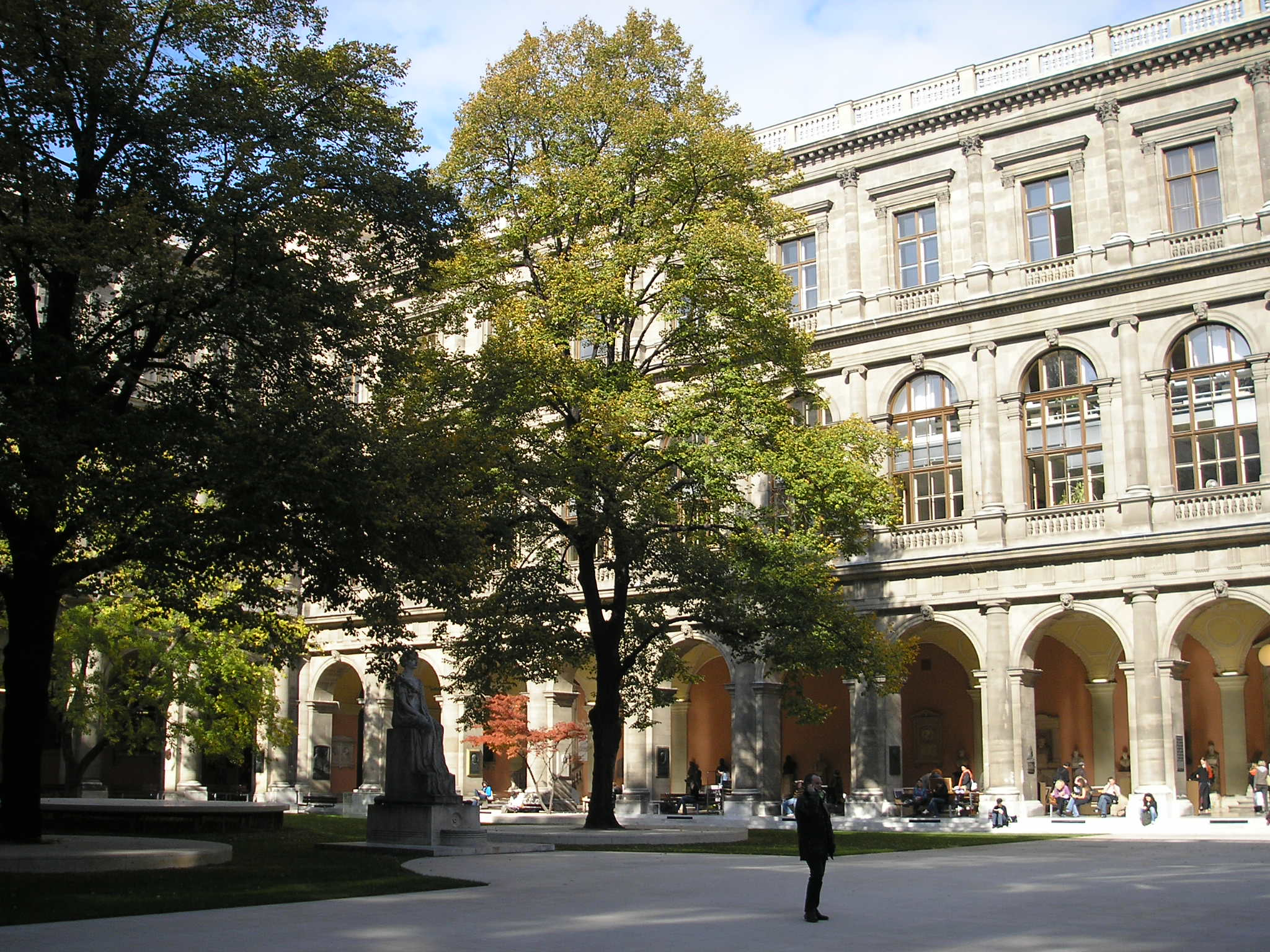
Universidad de Viena

Viena es el centro educativo de Austria y sede de las universidades más conocidas del país:
- Universidad de Viena
- Universidad de Medicina de Viena
- Universidad Técnica de Viena
- Universidad de Economía de Viena
- Academia de Bellas Artes de Viena
- Universidad de Artes Aplicadas de Viena
- Universidad de Recursos Naturales y Ciencias de la Vida
- Universidad de Música y Arte Dramático de Viena
- Universidad de Medicina Veterinaria de Viena
- Sigmund Freud Universidad de Viena[53]

## Deportes

### Fútbol
Viena fue sede de la final de la Eurocopa 2008, y cuenta con dos equipos de fútbol principales: el Rapid Viena, que juega en el Allianz Stadion, y FK Austria Viena, cuyo estadio es el Generali Arena. Ambos equipos disputan en la Bundesliga austríaca, y sus encuentros se conocen como el Derbi de Viena. El Rapid Viena ha participado en la Liga de Campeones de la UEFA, la Copa Intertoto y la Liga Europa de la UEFA. En la Liga Europa de la UEFA 2020-21 finalizó tercero, por delante del Arsenal FC, Molde FK y Dundalk FC. Su mejor participación fue en la Recopa de Europa 1984-85, donde quedó subcampeón ante el Everton FC. El FK Austria Viena también ha competido en la Liga de Campeones de la UEFA, la Copa Intertoto y la Liga Europa de la UEFA. Su última participación fue en la Liga Europa de la UEFA 2017-18.
Otros equipos y clubs de fútbol vieneses son el First Vienna, que juega en la Liga Regional de Austria, y algunos que actualmente disputan en ligas menores, como el Vienna Cricket and Football-Club, 1. Simmeringer SC (que juega en Sportplatz Simmeringer Had), Wierner AC (que juega en WAC Arena), SV Schwechat (que juega en el Stade Rudolf-Tonn) y el Wierner Sport-Club. La mayoría de estos equipos disputan en la Landesliga.

### Clubs deportivos de Viena
| Equipo           | Deporte          | Competición                           | Estadio            | Creación |
| ---------------- | ---------------- | ------------------------------------- | ------------------ | -------- |
| Rapid Viena      | Fútbol           | Bundesliga (Austria)                  | Allianz Stadion    | 1899     |
| FK Austria Viena | Fútbol           | Bundesliga (Austria)                  | Franz Horr Stadion | 1911     |
| First Vienna FC  | Fútbol           | Primera Liga de Austria               | Hone Warte Stadium | 1894     |
| BC Zepter Vienna | Baloncesto       | Österreichische Basketball Bundesliga | Wien Hopsagasse    | 1999     |
| Vienna Vikings   | Fútbol americano | Austrian Football League              | Estadio Hohe Warte | 1983     |

## Política

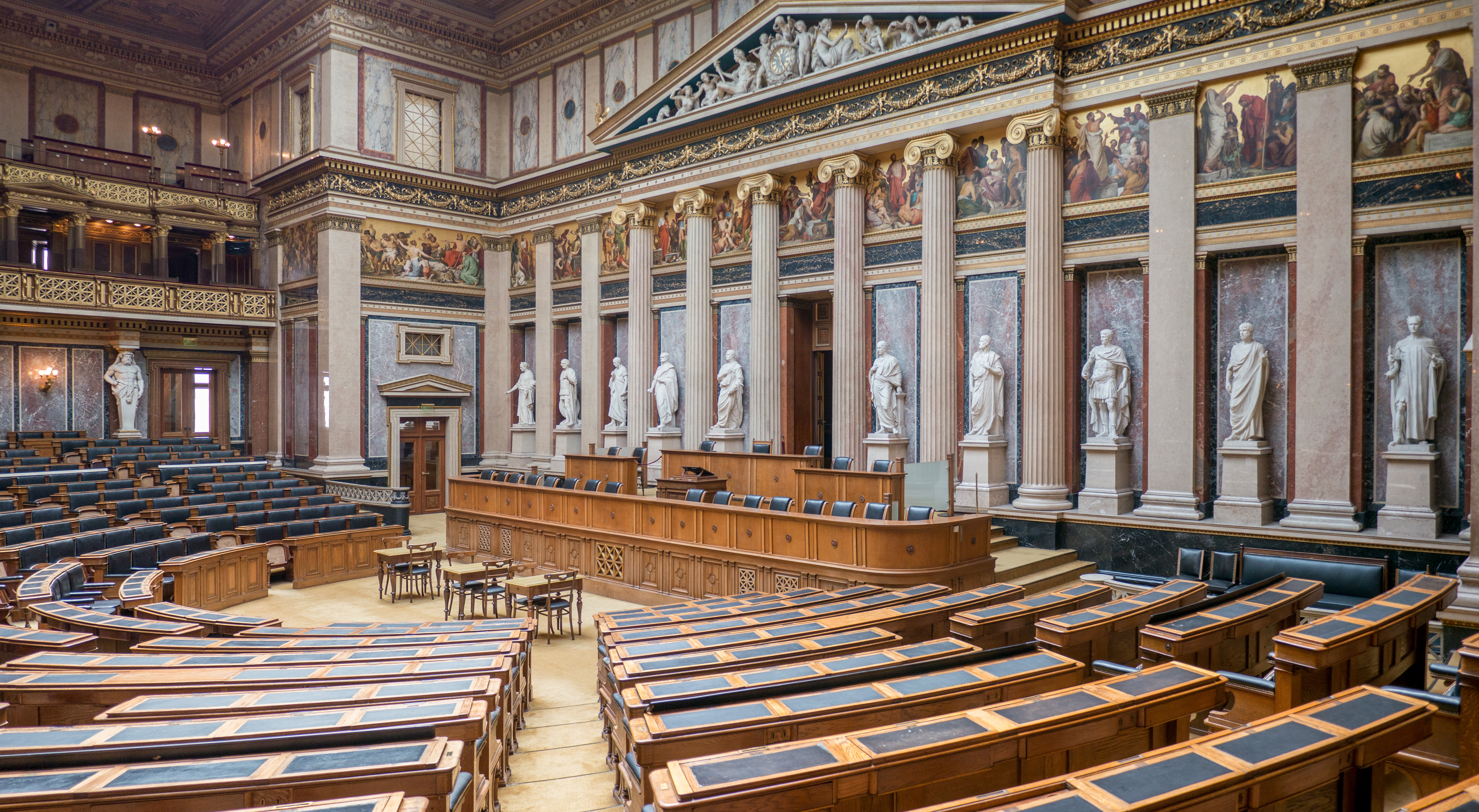
El Parlamento

Viena es, por tradición, una ciudad de fuerte debate de ideas políticas, origen de la socialdemocracia en la segunda década del siglo XIX (ver Otto Bauer). Después de la Segunda Guerra Mundial, la preferencia de los vieneses se ha inclinado generalmente hacia la centro-izquierda del SPÖ (Sozial- Demokratische Partei Österreichs), el Partido Socialdemócrata de Austria, partido del actual alcalde de la ciudad, Michael Ludwig. En las elecciones municipales de 2010, el partido nacionalista de ultraderecha FPÖ (Freiheitliche Partei Österreichs), obtuvo el 25,77% de los votos, convirtiéndose con 27 representantes en la segunda fuerza política de Viena.
Los últimos resultados electorales fueron:
| Elecciones de Viena de 2020 |         |       |         |     |
| Partido                     | Votos   | %     | Escaños | +/- |
| SPÖ                         | 301.967 | 41,62 | 46      | 2   |
| ÖVP                         | 148.238 | 20,43 | 22      | 15  |
| GRÜNE                       | 107.397 | 14,80 | 16      | 6   |
| NEOS                        | 54.173  | 7,47  | 8       | 3   |
| FPÖ                         | 51.603  | 7,11  | 8       | 26  |

## Calidad de vida
En 2022 Viena obtuvo el primer puesto dentro de las listas de calidad de vida de ciudades del mundo, básicamente debido a su orden, limpieza, seguridad y alta eficiencia de los servicios públicos, así como por la variedad de opciones de educación, cultura y entretenimiento.
La ciudad tiene el mayor parque público de vivienda de Europa y el 62% de los habitantes reside en viviendas sociales.

## Cultura

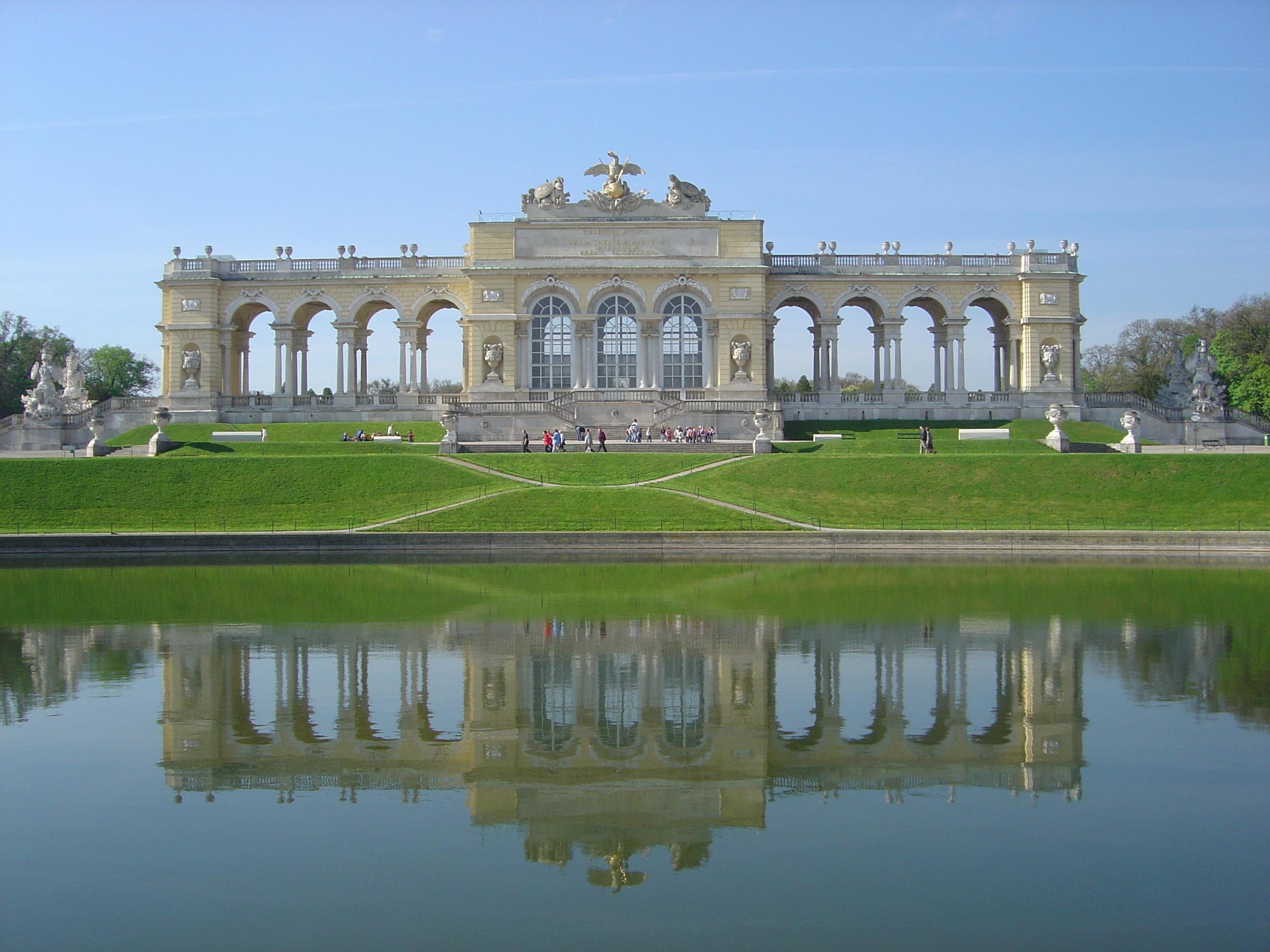
Palacio y jardines de Schönbrunn

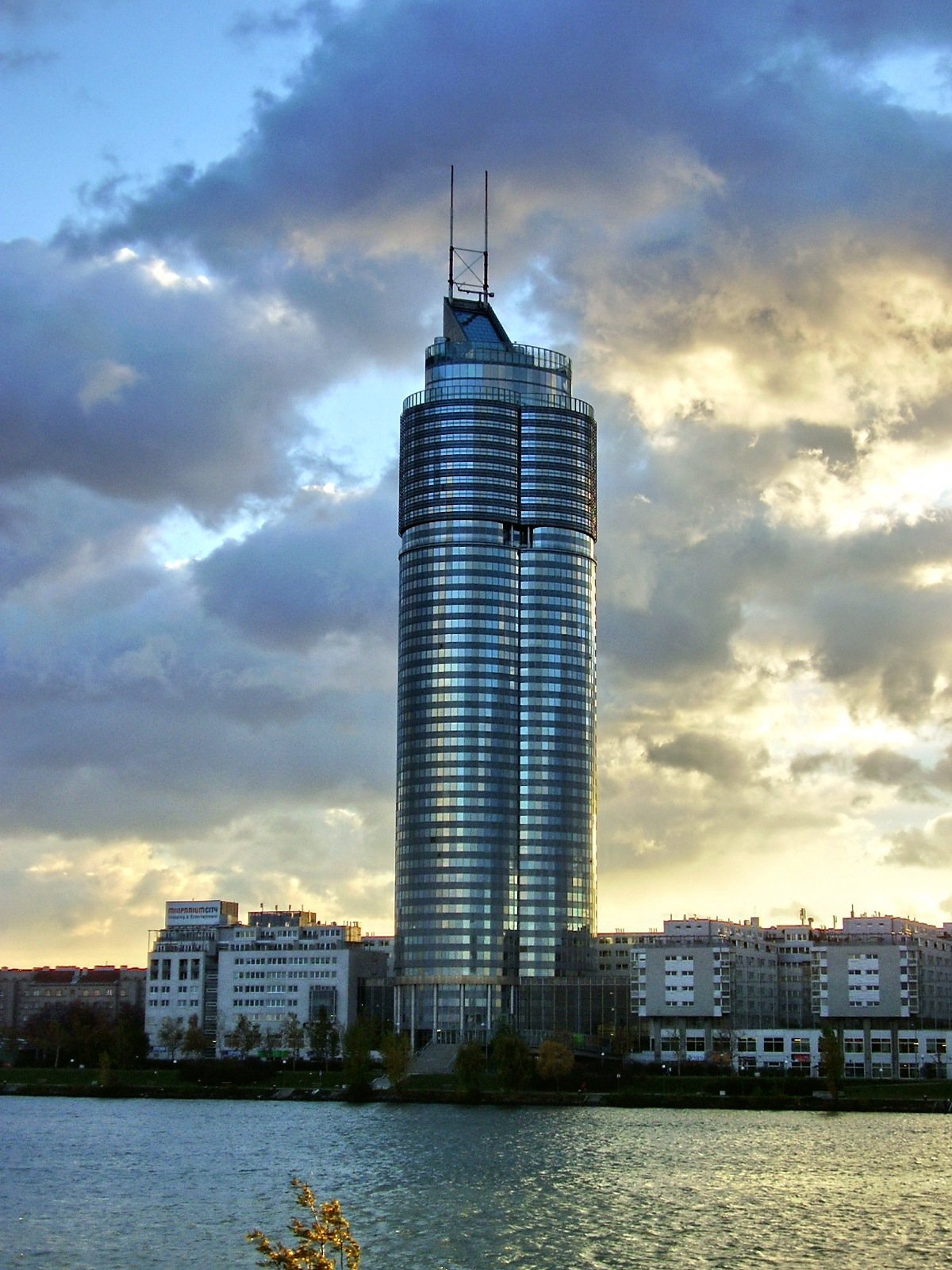
El edificio Millennium Tower de Viena tiene 171 metros de altura (202 contando la antena). Se encuentra situado a orillas del Danubio y fue diseñado por Gustav Peichl, Boris Podrecca y Rudolf Weber. En su interior existen cincuenta y una planta de uso comercial y residencial. Se completó su construcción en 1999, en vísperas del nuevo milenio.

El centro histórico de Viena se convirtió en Patrimonio de la Humanidad en el año 2001, esto se debe a la gran historia que nos comparte el lugar, el centro histórico, con más de dos mil años de historia, se ha convertido en uno de los lugares más bellos de Europa. Su arquitectura ha saltado a la fama mundial por su gran variedad de estilos, desde el ornamentado barroco, hasta el innovador modernismo.
Además, su herencia arquitectónica y urbana ilustra muy bien tres períodos claves del desarrollo político y cultural de Europa: la Edad Media, el período barroco y el Gründerzeit. Finalmente, desde el siglo XVI Viena ha sido universalmente reconocida como la «capital musical de Europa».
- Akademie der bildenden Künste (Academia de Bellas Artes)
- Albertina, una de las más extensas colecciones de impresiones y dibujos
- Burgtheater (teatro imperial de la corte)
- Heuriger, tabernas típicas vienesas para degustar buenos vinos, carnes frías o embutidos de la región que se encuentran en los distritos vieneses de Döbling, Favoriten o Floridsdorf, en el estado de Burgenland o en el Weinviertel (parte de Baja Austria)
- Hundertwasserhaus, que muestra la arquitectura vanguardista del arquitecto austriaco Friedensreich Hundertwasser
- Kaffeehäuser, los cafés vieneses
- Kahlenberg, un monte en el Wienerwald (Bosque de Viena), con el mirador más espectacular del río Danubio a su paso por Viena
- Karlskirche (Iglesia de San Carlos Borromeo), obra maestra de la arquitectura barroca
- Augustinerkirche (Iglesia de los Agustinos), iglesia gótica cuya cripta (Herzgruft) conserva los corazones de los Habsburgo
- Kaisergruft (Cripta imperial), mausoleo de la familia Habsburgo
- Kärntner Straße y Graben, las calles con las tiendas de moda de las marcas más prestigiadas y caras; también se encuentran agradables cafés, como el café del Hotel Sacher, origen de la Sachertorte
- Kunsthistorisches Museum (Museo de Historia del Arte), uno de los más ricos del mundo
- Museum Liechtenstein (Museo Liechtenstein), abierto por la familia gobernante de dicho principado. Alberga importantes obras de Rembrandt, Rubens y Van Dyck
- Museum für angewandte Kunst (Museo de Artes Aplicadas), es un instituto museo histórico y prestigioso situado en la famosa Ringstrasse
- Museum für Völkerkunde (Museo de Etnología), que alberga el controvertido Penacho de Moctezuma, reclamado por el gobierno de México
- Museumsquartier (Barrio museístico) con tres museos de arte moderno con lo mejor de la pintura de Gustav Klimt y Oskar Kokoschka
- Naturhistorisches Museum (Museo de Historia Natural)
- Palacio Belvedere, un palacio de estilo barroco
- Palacio de Schönbrunn (literalmente, "Schönbrunn" en alemán significa "Bella fuente")
- Palacio Imperial de Hofburg ("Hofburg" = "Palacio de la Corte")
- Palacio Schwarzenberg, un palacio barroco, sede de la Casa de Schwarzenberg
- Parlamento
- Wurstelprater, un parque de atracciones con el "Riesenrad" (noria gigante)
- Rathaus (Ayuntamiento)
- Sezession (Secesión)
- Spanische Hofreitschule (Escuela española de equitación)
- Staatsoper (Ópera Estatal)
- Stephanskirche (o Stephansdom) (Catedral de San Esteban de Viena) en el Stephansplatz (plaza de San Esteban)
- Votivkirche (Iglesia Votiva), que alberga el altar de la Virgen de Guadalupe más grande fuera de México[4][58]

## Gastronomía

### Comida
Ver también: Gastronomía de Austria

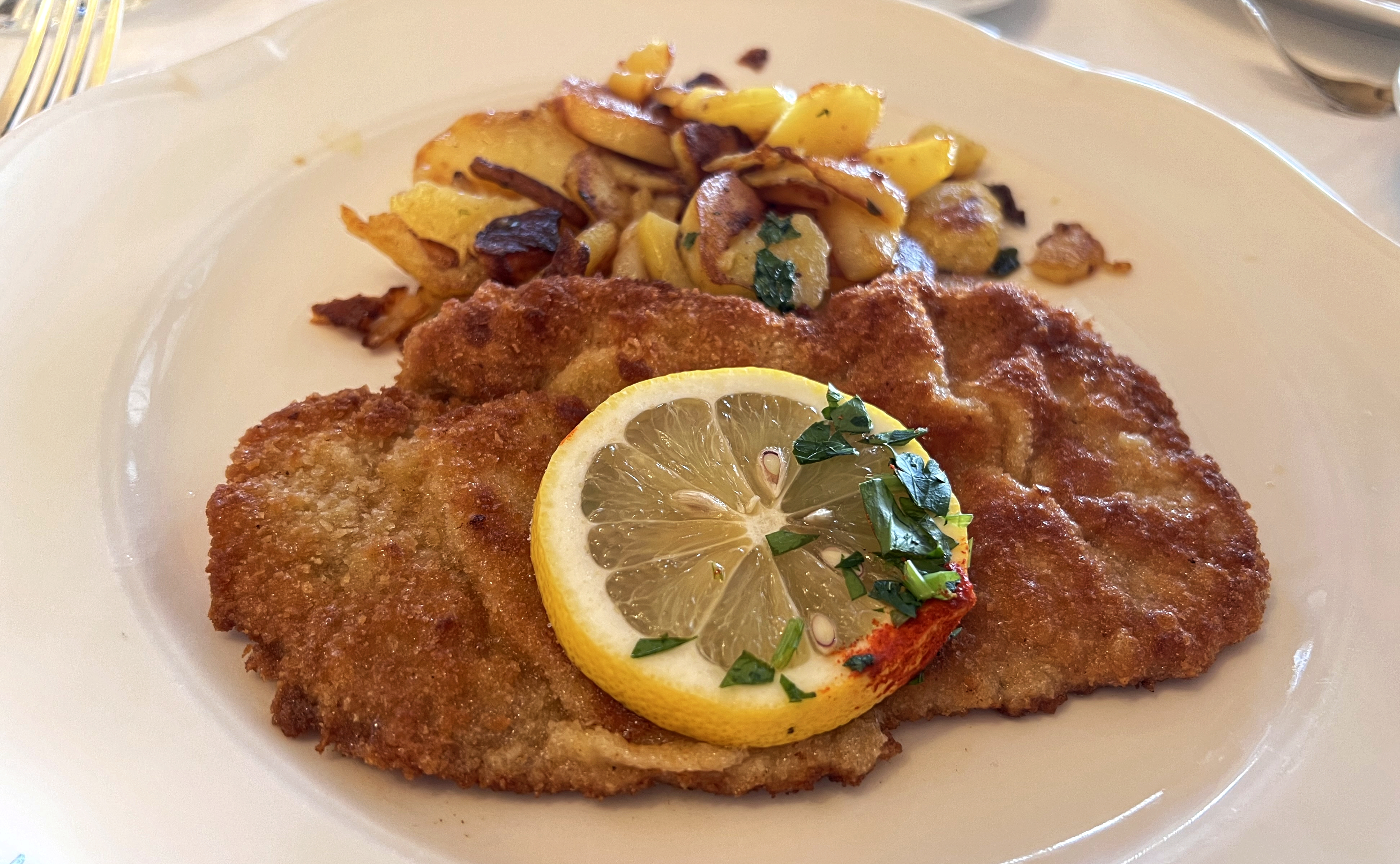
Wiener Schnitzel en el Hotel Kaiserin Elisabeth.

El Wiener Schnitzel es el plato más famoso de la cocina austríaca. Es un plato conocido y difundido en todo el mundo, con diferentes variantes. El origen del escalope al estilo vienés es disputado entre Viena y Milán, tratándose básicamente del mismo plato. En Viena, este plato suele acompañarse con una ensalada típica, llamada Vogerlsalat, o con patatas fritas. Otro plato característico es el goulash, originario de Hungría. Sin embargo, hay diferencias entre el goulash que se come en Austria y Chequia y el húngaro.

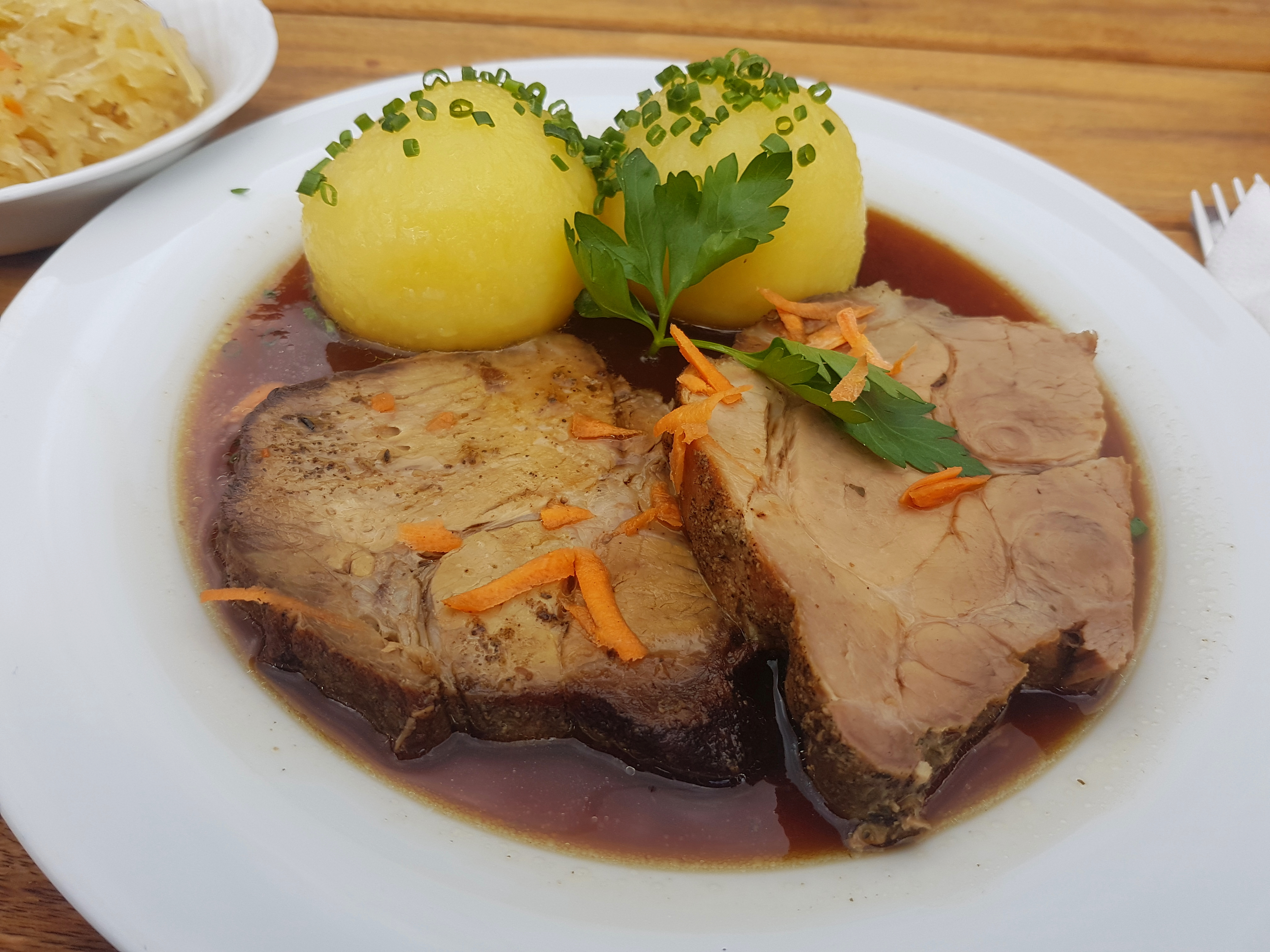
Schweinebraten junto con algunas papas cocidas y algo de perejil.

El Schweinebraten, llamado Schweinsbraten en Viena, es un plato clásico tanto del norte de Austria como de Alemania que consiste en un asado de cerdo envuelto de una costra crujiente a base de especias y mostaza. Hay que destacar también a las albóndigas austríacas, las Speckknödeln, muy típicas del Tirol austríaco y del Sudtirol italiano, con ingredientes como tocino o cebolla.

### Postres

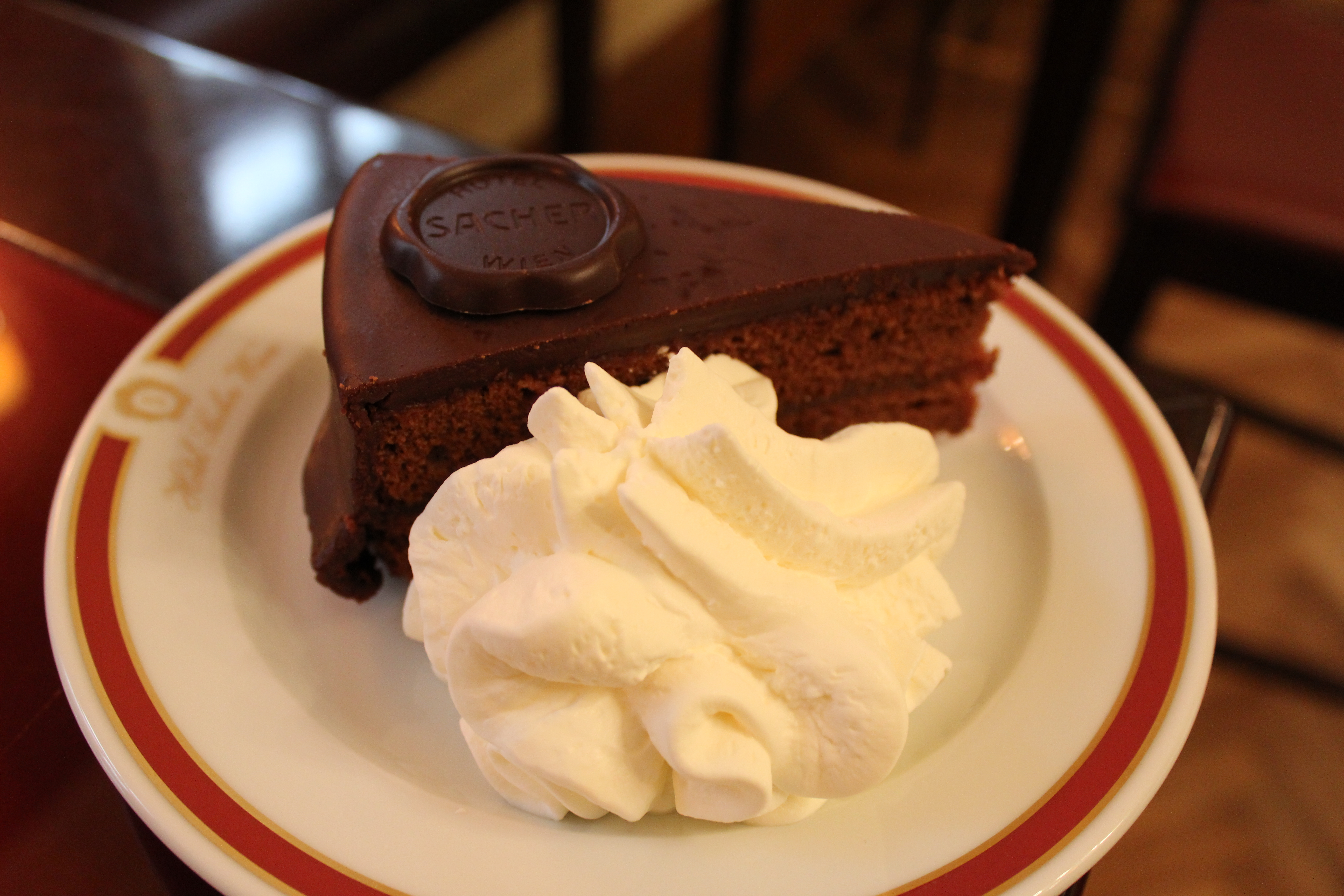
Tarta Sacher en un café de Innsbruck.

La tarta Sacher es el postre más famoso de la cocina autríaca, su historia nos coloca en el año 1832, cuando el príncipe Metternich le pidió a su séquito de cocineros que crearan un postre especial, el cocinero favorito del príncipe cayó enfermo, por lo que el aprendiz Franz Sacher se encargó de la realización de la tarta. El postre se volvió un éxito rotundo, así que Sacher le inculcó a su sucesor, Eduard Sacher, la forma de hacer este maravilloso postre. La tarta se hizo tan famosa que en 1876 se inauguró el Hotel Sacher, donde se realizan más de trescientas mil tartas por año. Sobre los ingredientes de la tarta, son realmente básicos, tan solo una masa de mantequilla y algunos productos tan sencillos como algunos huevos y algo de harina conforman este plato tan increíble.

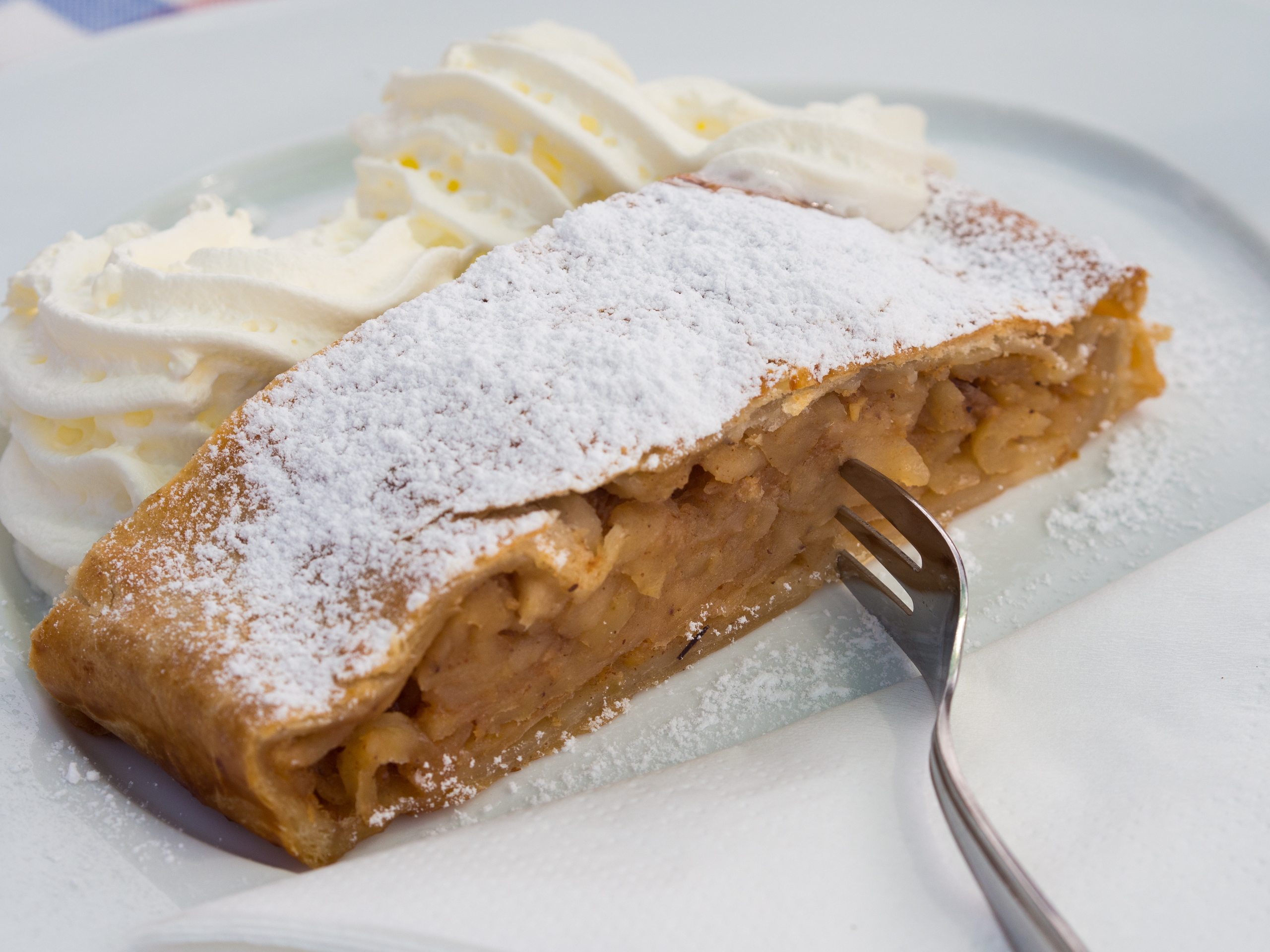
Tarta Apfelstrudel con nata.

La Apfelstrüdel es junto con la Tarta Sache uno de los dos pilares de los postres austríacos, aunque es típica también de Alemania y Suiza. Está compuesta por una masa de hojaldre que esconde un glaseado de caramelo sobre algunas rodajas de manzana, el componente de esta tarta. Este postre se puede degustar en casi cualquier restaurante o pastelería de Viena. Otra especialidad local es el Kaiserschmarrn, que consiste básicamente en panqueques con una salsa de ciruelas. El Kaiserschmarrn tiene algo que ver con el emperador Francisco José I, ya que resulta que este junto con su esposa, la emperatriz Sissi, le ordenaron al chef que hiciera un postre especial, pero la emperatriz presionó al cocinero para que hiciera algo de bajas calorías. El emperador se enfadó por esto, diciendo con ira "¡A ver qué schmarren (cochinada en alemán) nos ha preparado el chef!" Los monarcas probaron el postre, y por la sorpresa de todos, al káiser le encantó la comida.

## Bebidas
Viena es una de las pocas capitales del mundo donde existen viñedos dentro de los límites de la ciudad, especialmente en los barrios periféricos de Stammersdorf y Nußdorf, situados en una zona de colinas, y que gozan de cierta popularidad justamente por esta característica que también contribuye al turismo local. El vino vienés es considerado de buena calidad y también se puede catar en las tabernas Heuriger, típicas en esas zonas de la ciudad.

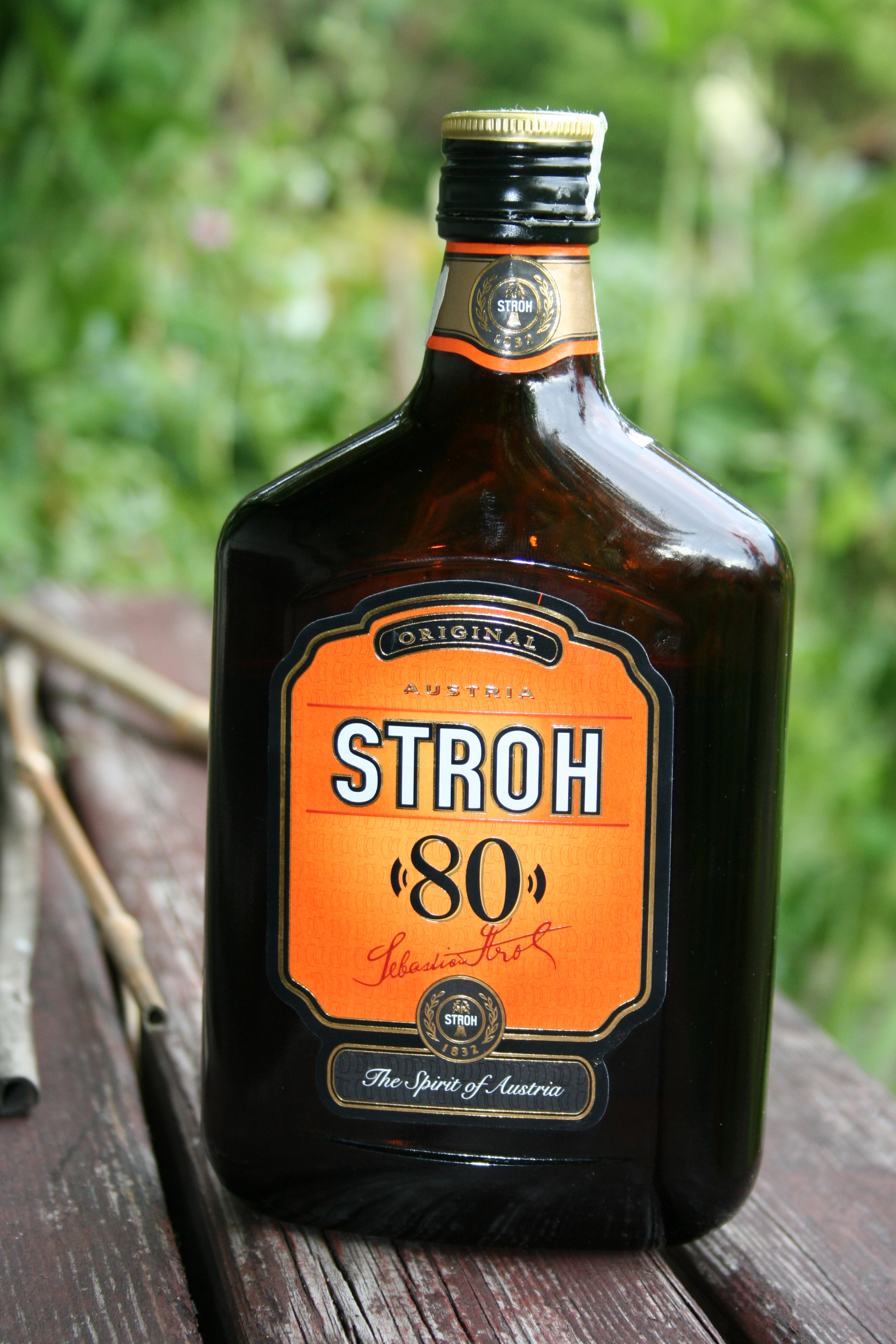
El licor Stroh, típico de Viena.

Viena también ofrece varios licores típicos del área germanófona llamados Schnaps, que son aguardientes de frutas que ya llevan siglos de tradición. Algunos como el Stroh son típicos de la ciudad, en este caso se trata de un ron con distintas especias y que suele ser mezclado con té o café.

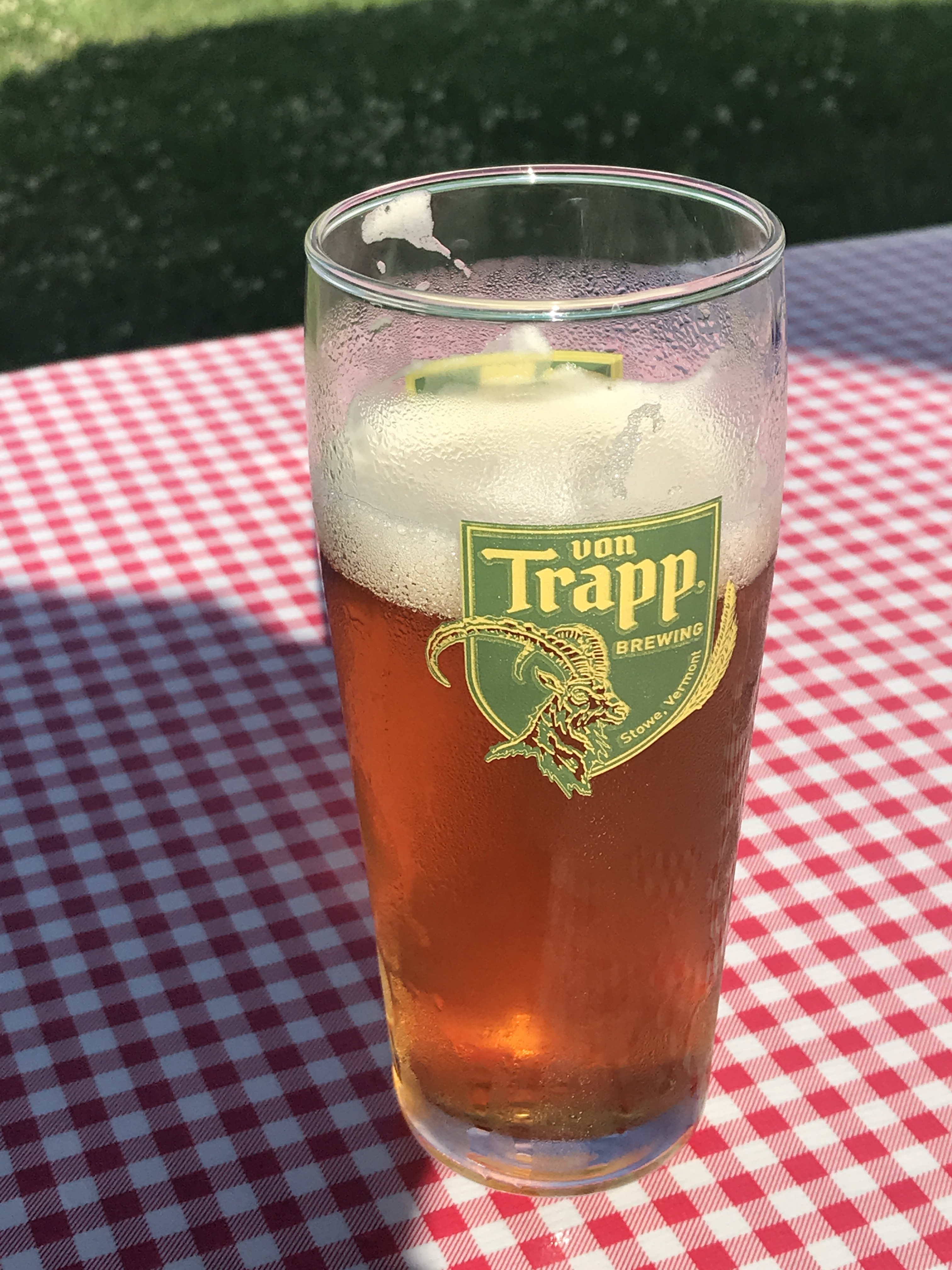
La cerveza es la bebida más típica de Austria.

La cerveza es el pilar de todas las bebidas austríacas, así como también lo es de los países limítrofes. Hay muchos tipos de cervezas, pero la más famosa es la Helles, una de las cervezas clásicas del Centro de Europa, de color rubio, con un sabor equilibrado entre lo amargo y lo fresco.

## Galería de imágenes

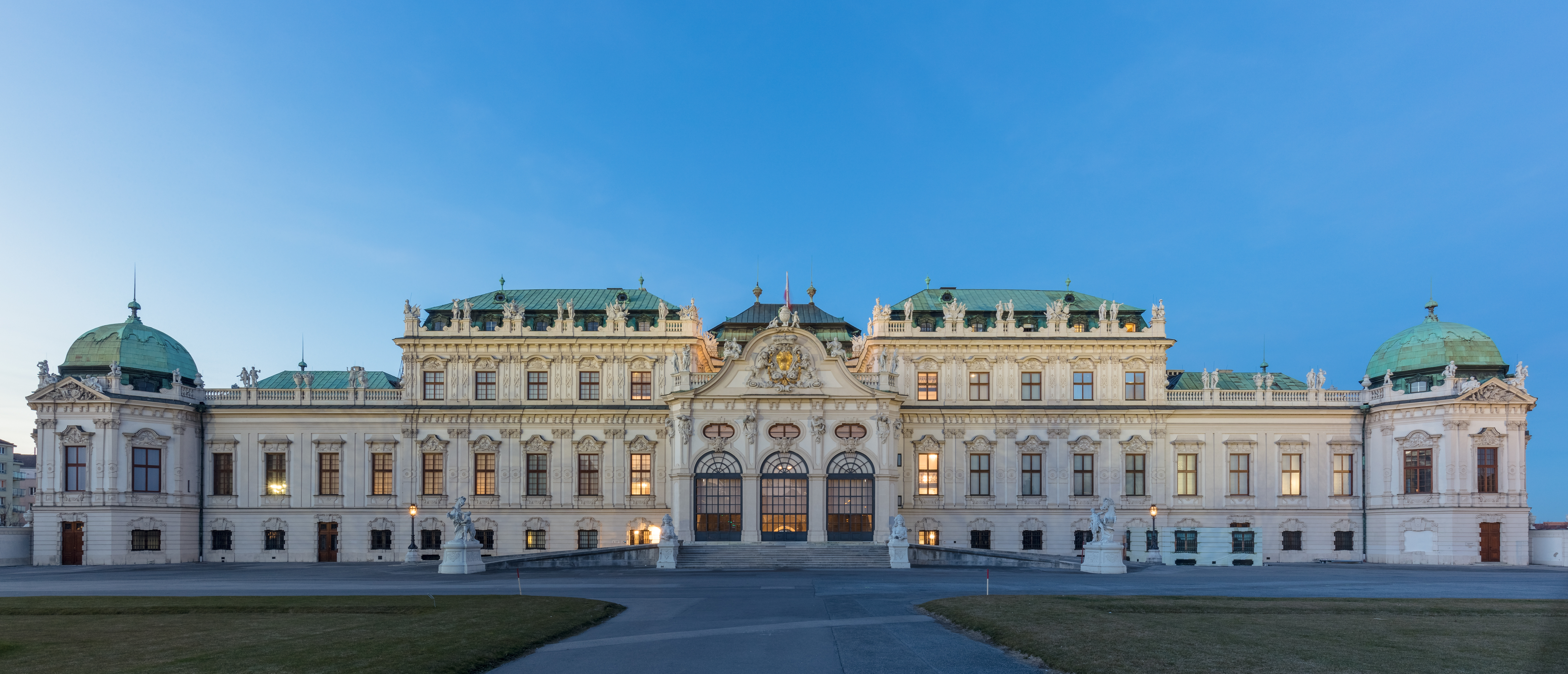
Palacio de Belvedere.
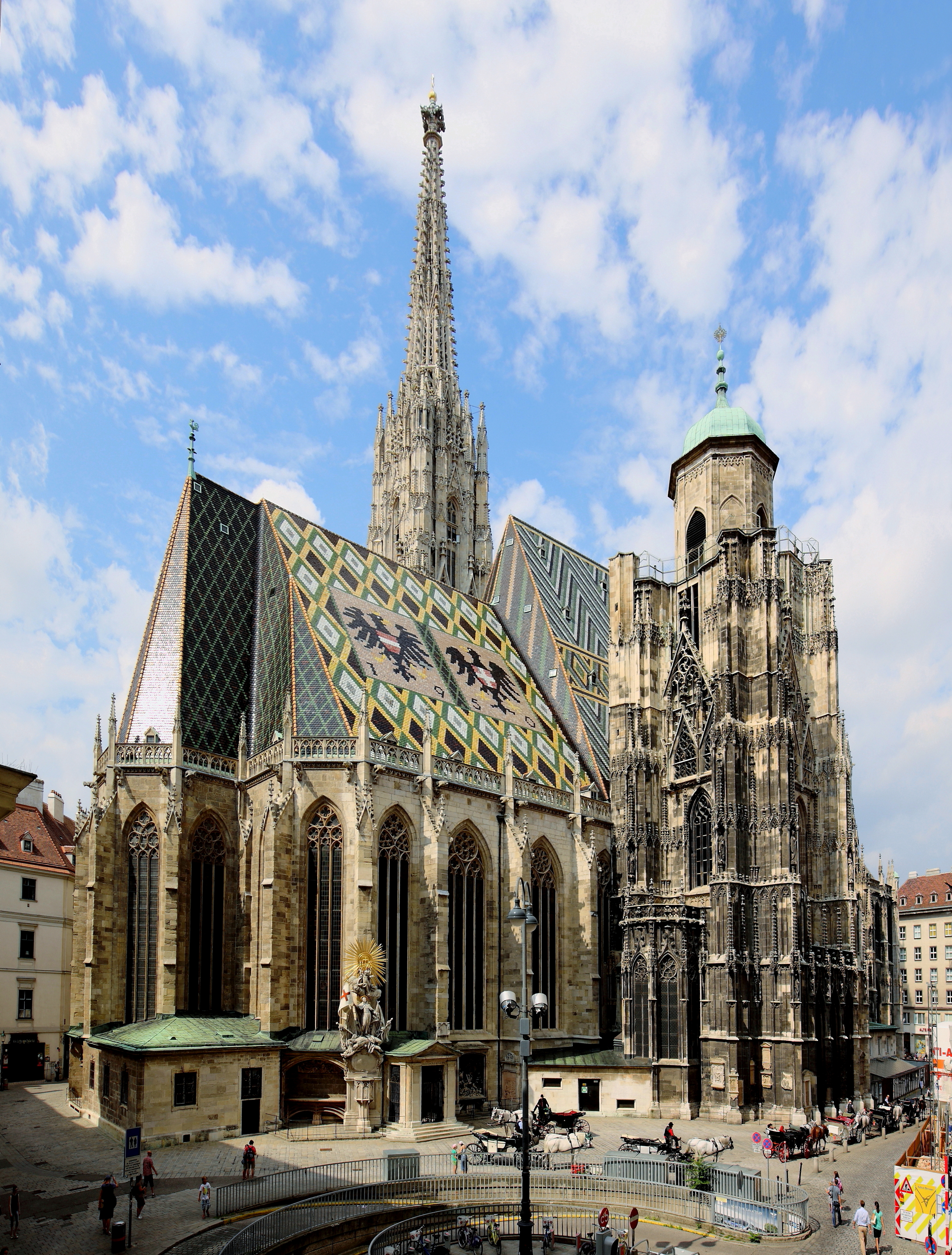
Catedral de San Esteban.
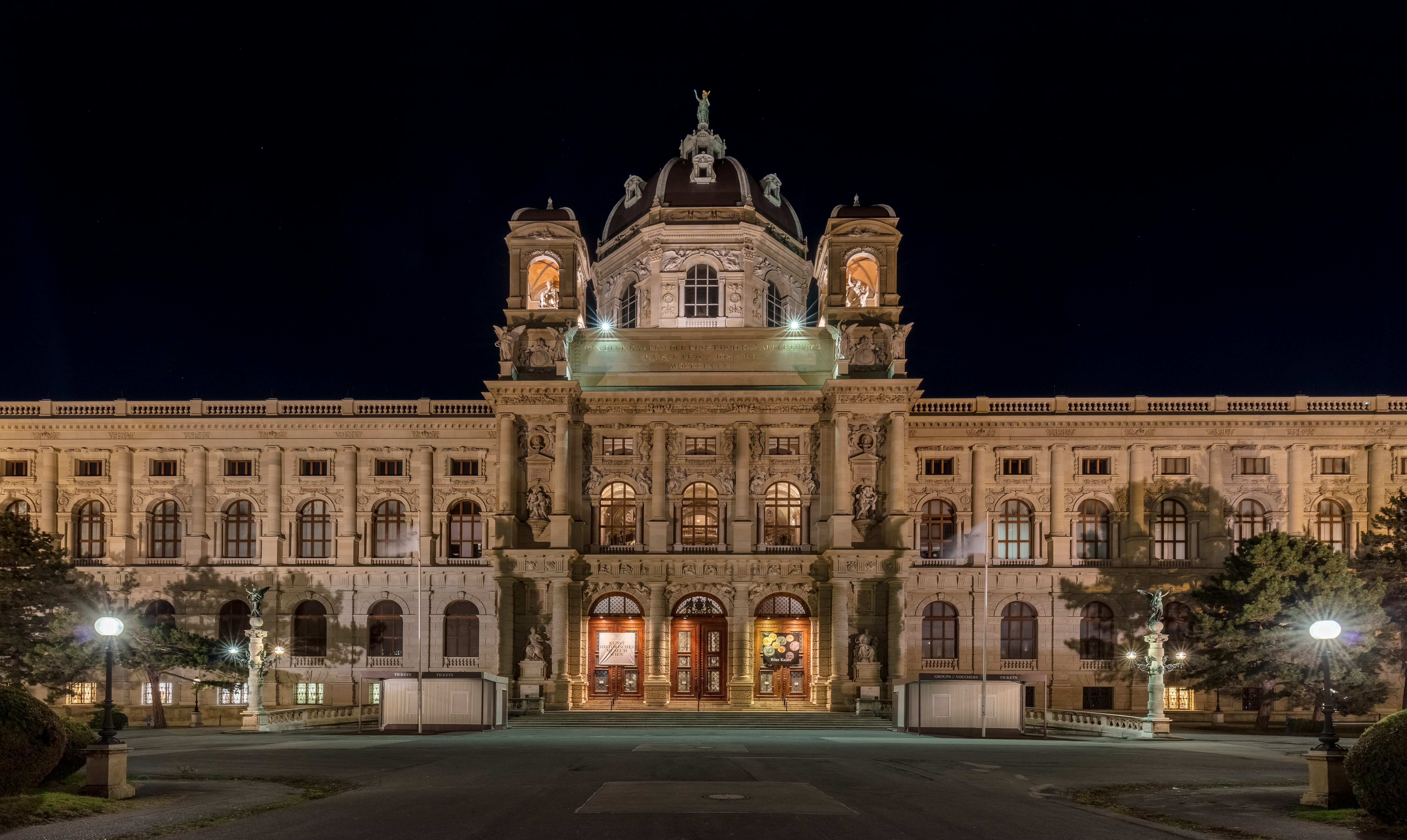
Museo de Historia del Arte.
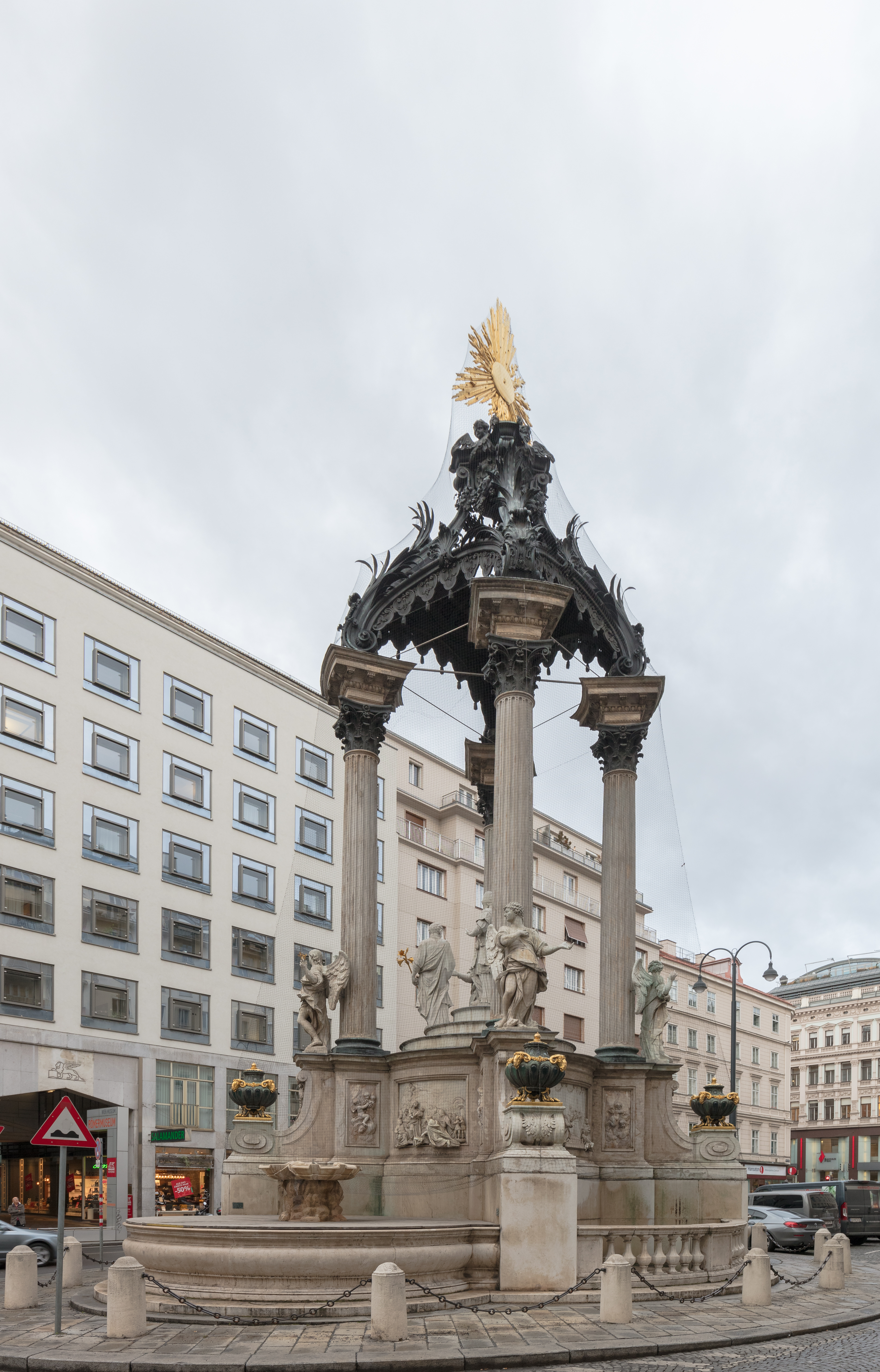
Fuente de la boda (Vermählungsbrunnen)
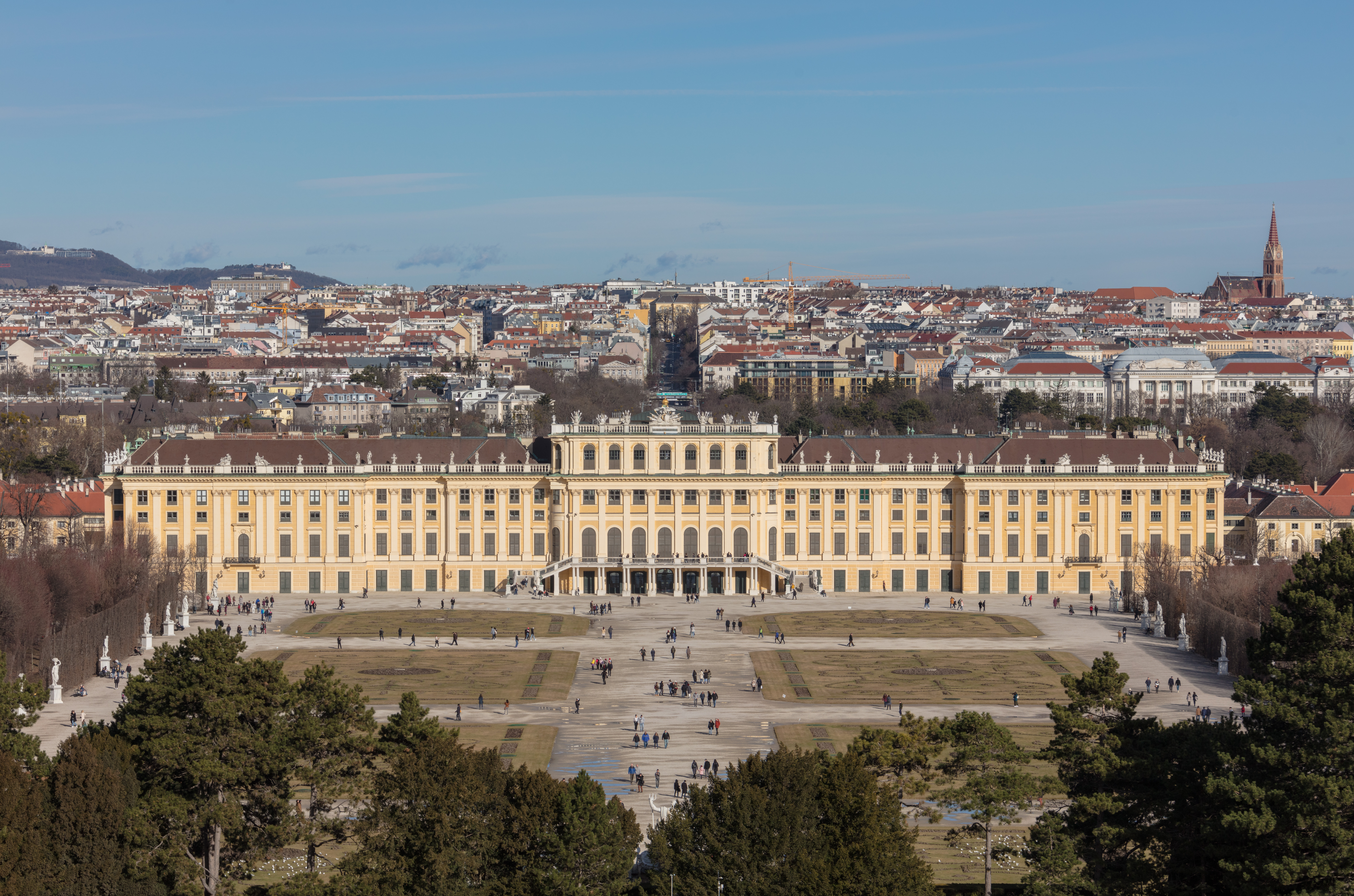
Palacio de Schönbrunn.
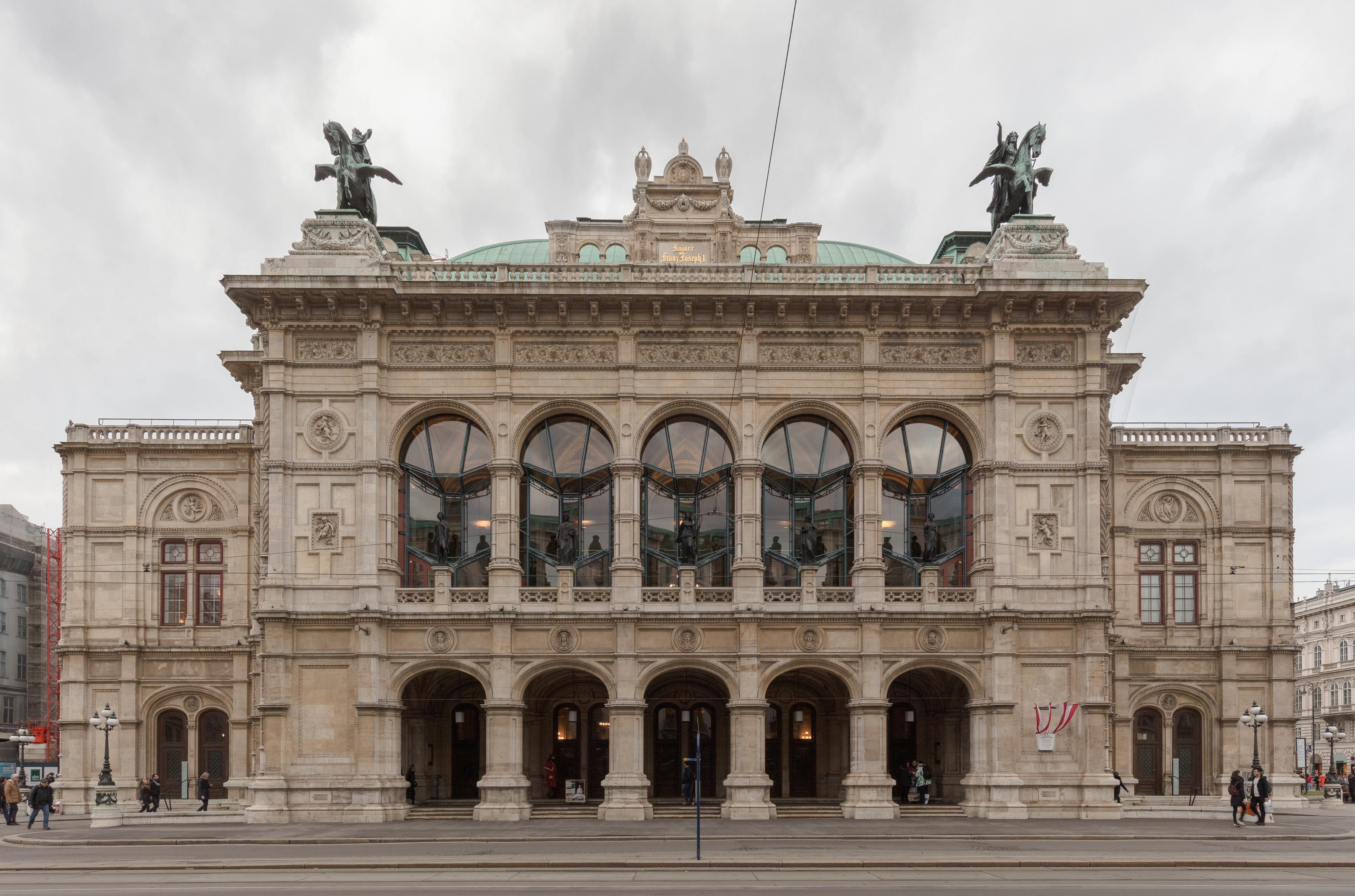
Ópera Estatal de Viena.
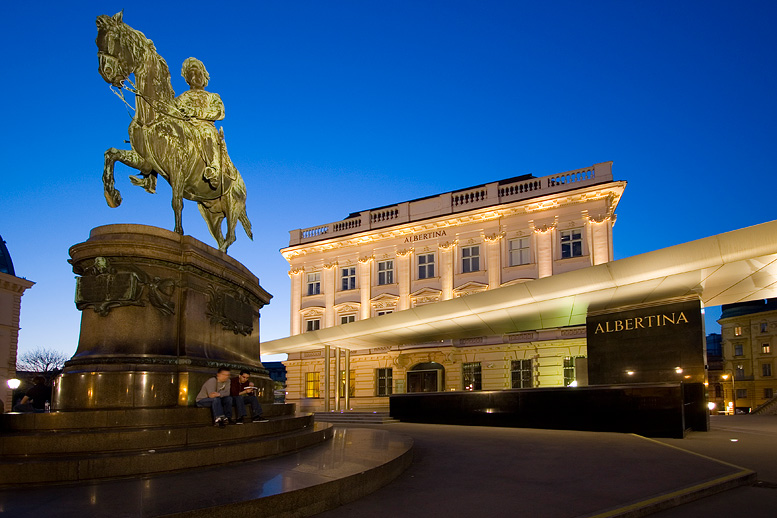
Museo Albertina.
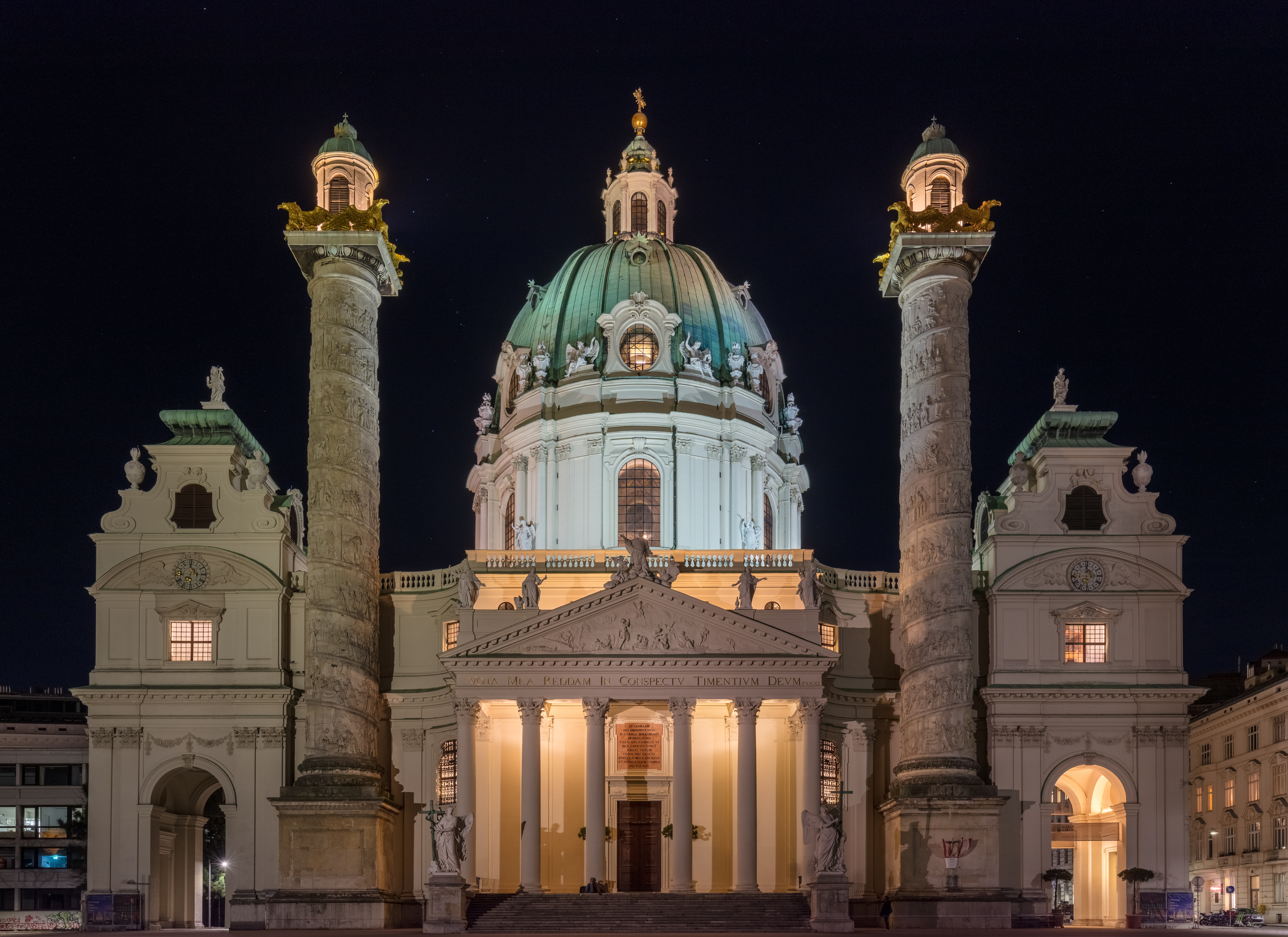
Iglesia de San Carlos Borromeo (Karlskirche).
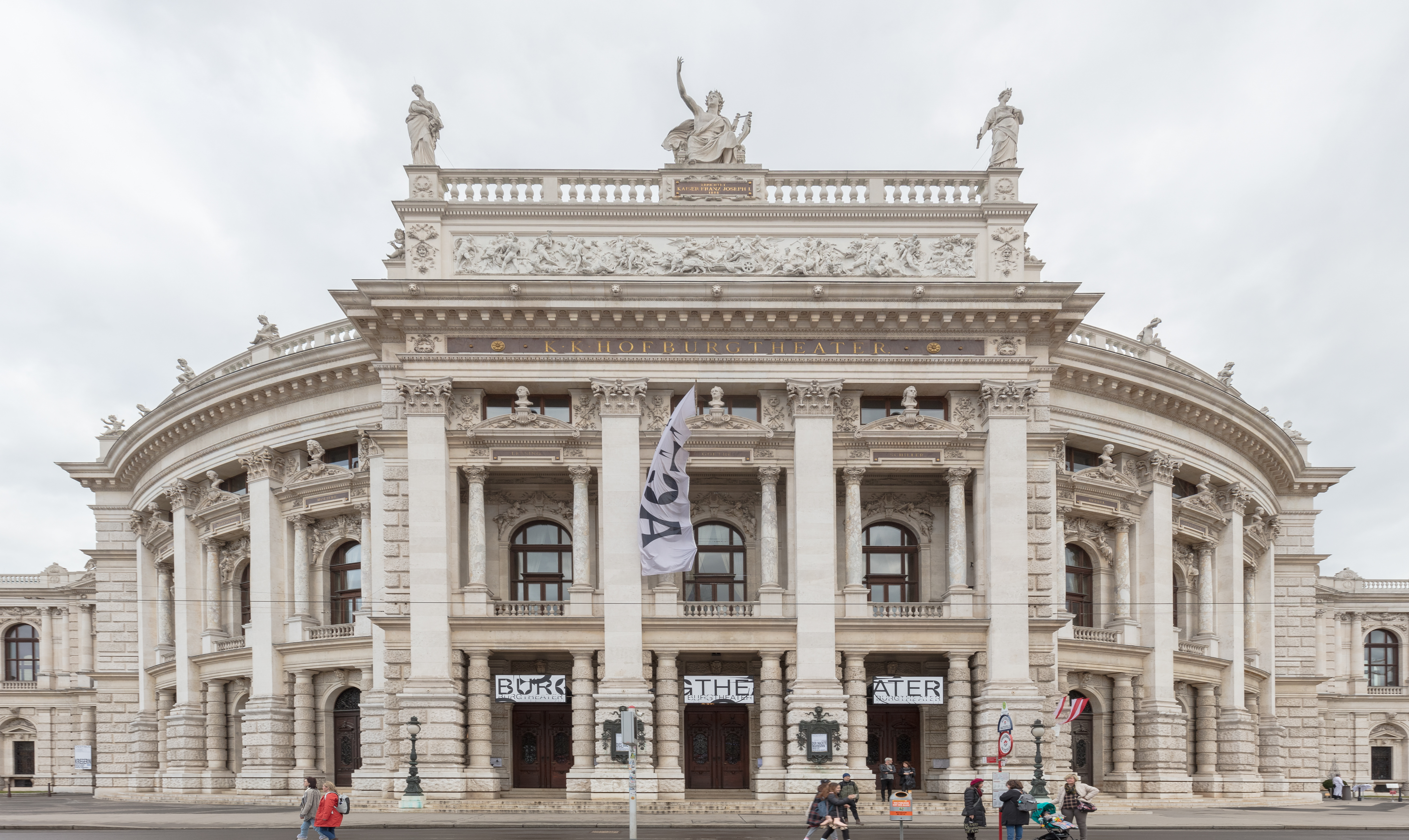
Burgtheater.
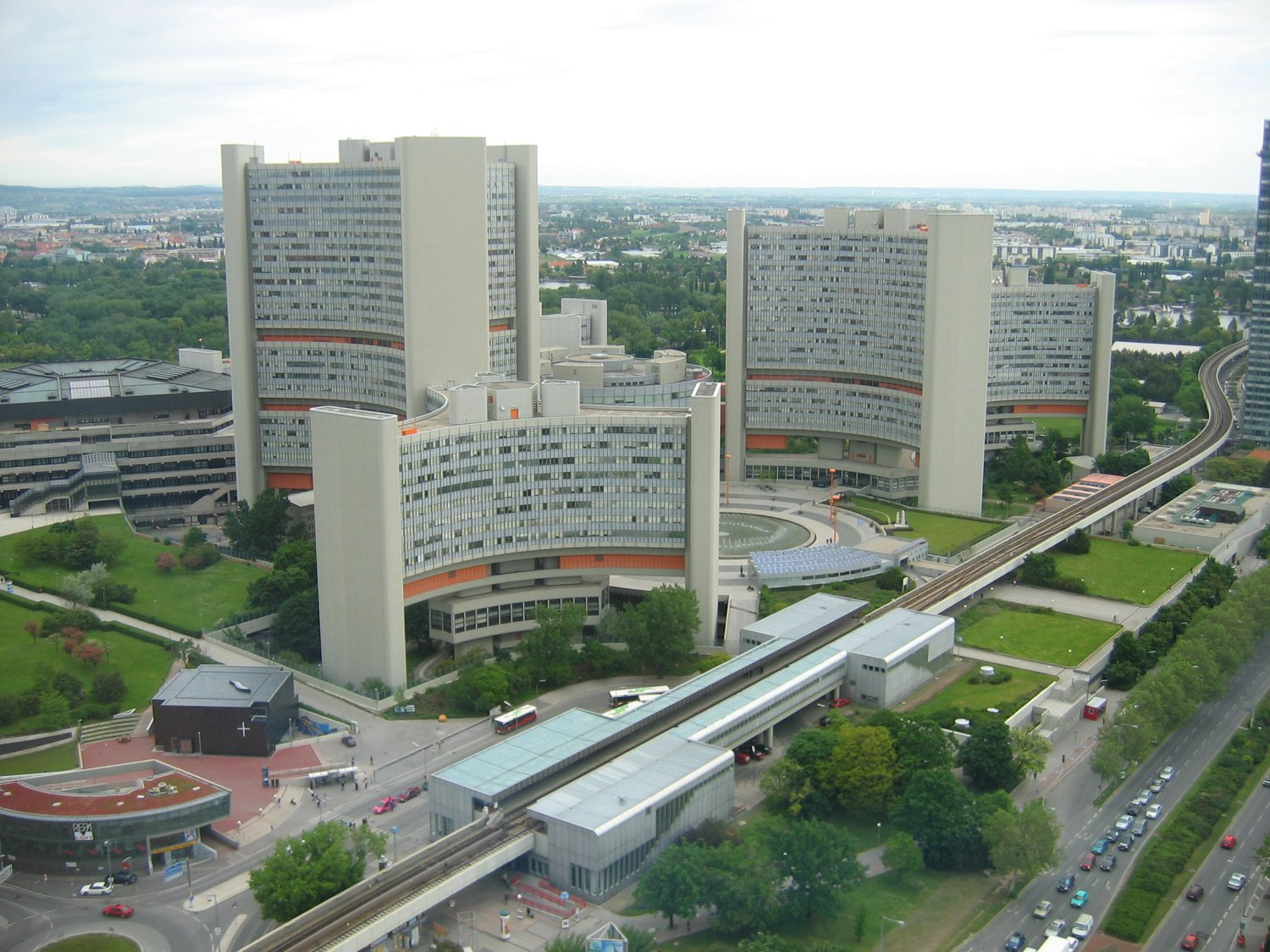
Centro Internacional de Viena.
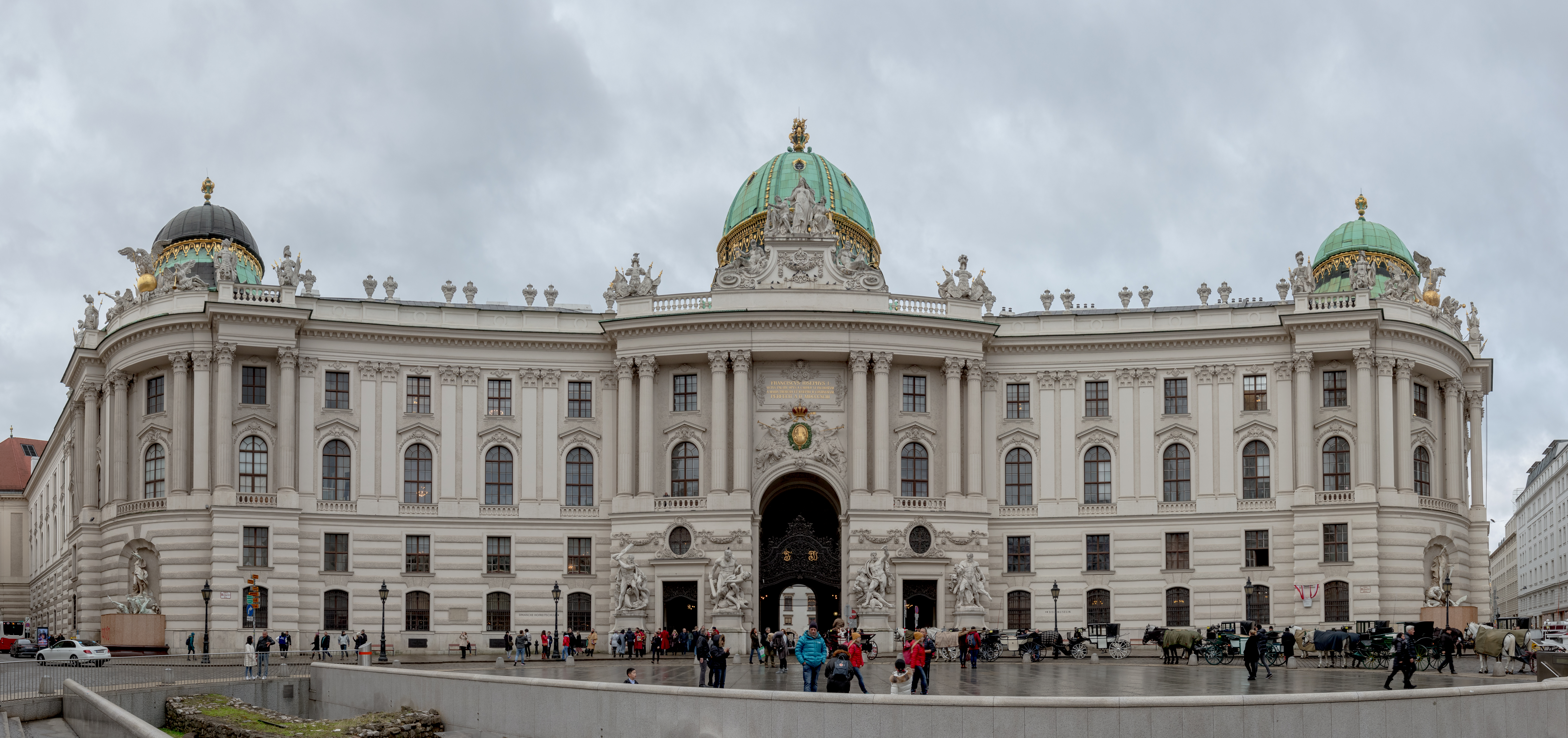
Michaelertrakt, Hofburg.
Ayuntamiento.
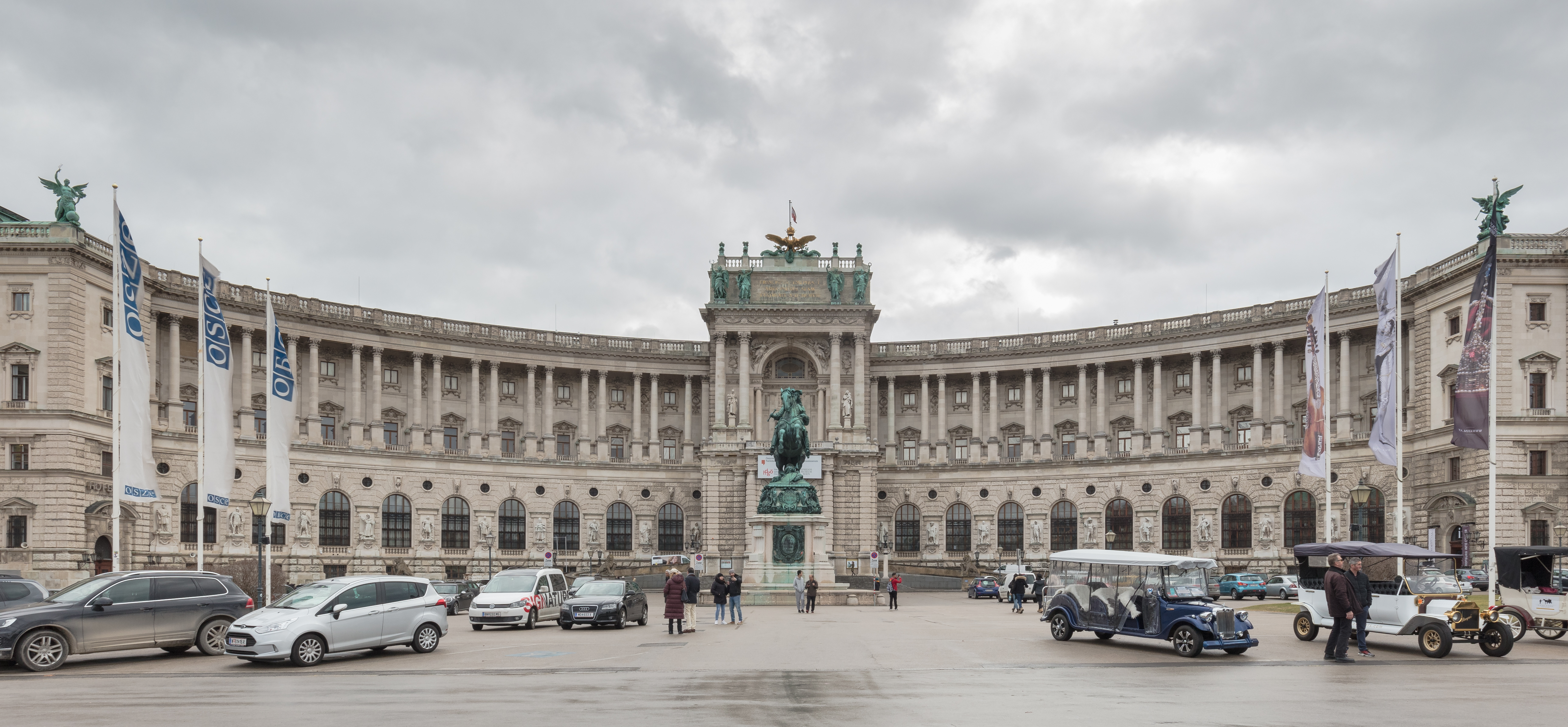
Palacio de Hofburg.
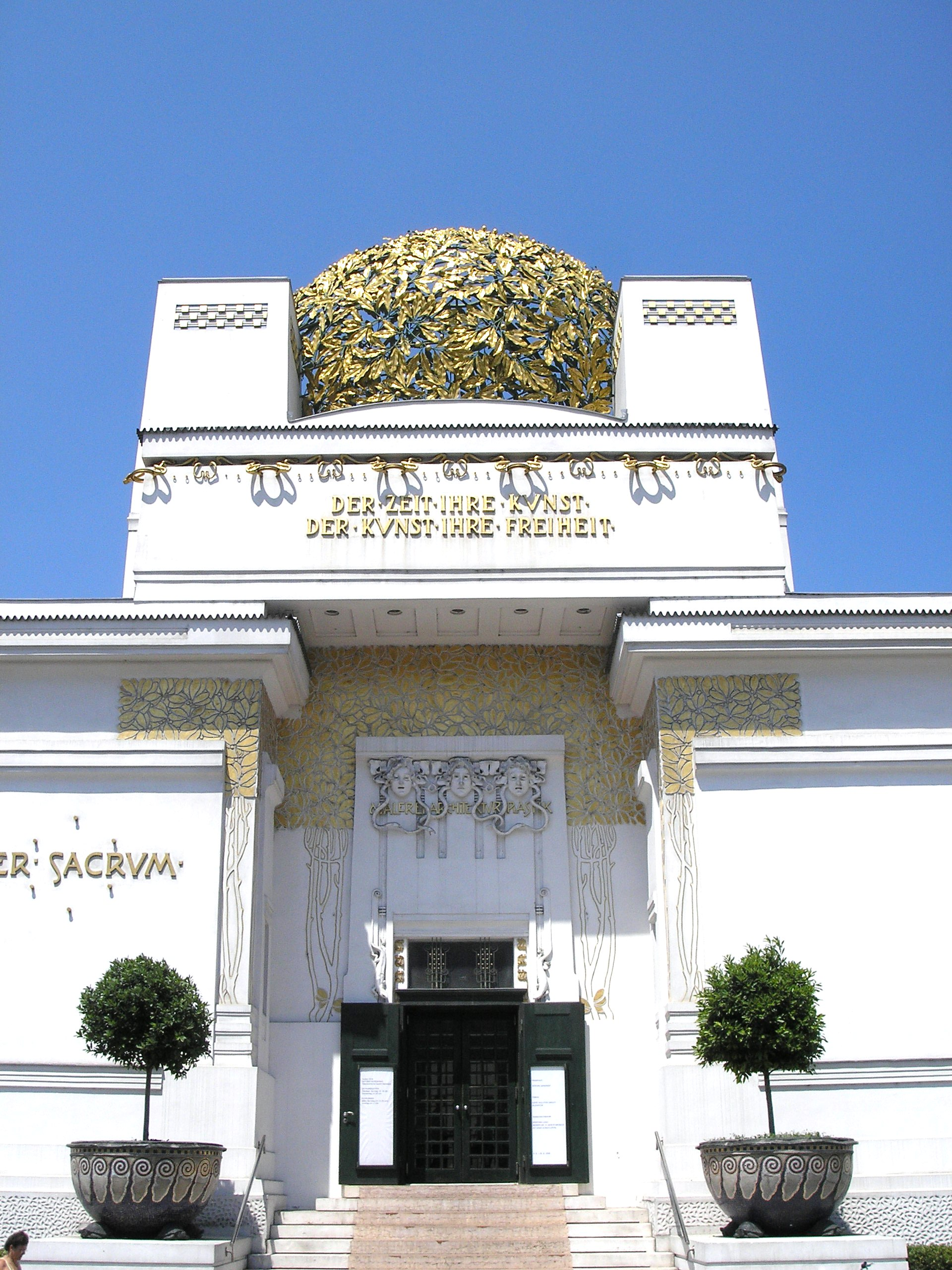
Edificio de la Secesión.
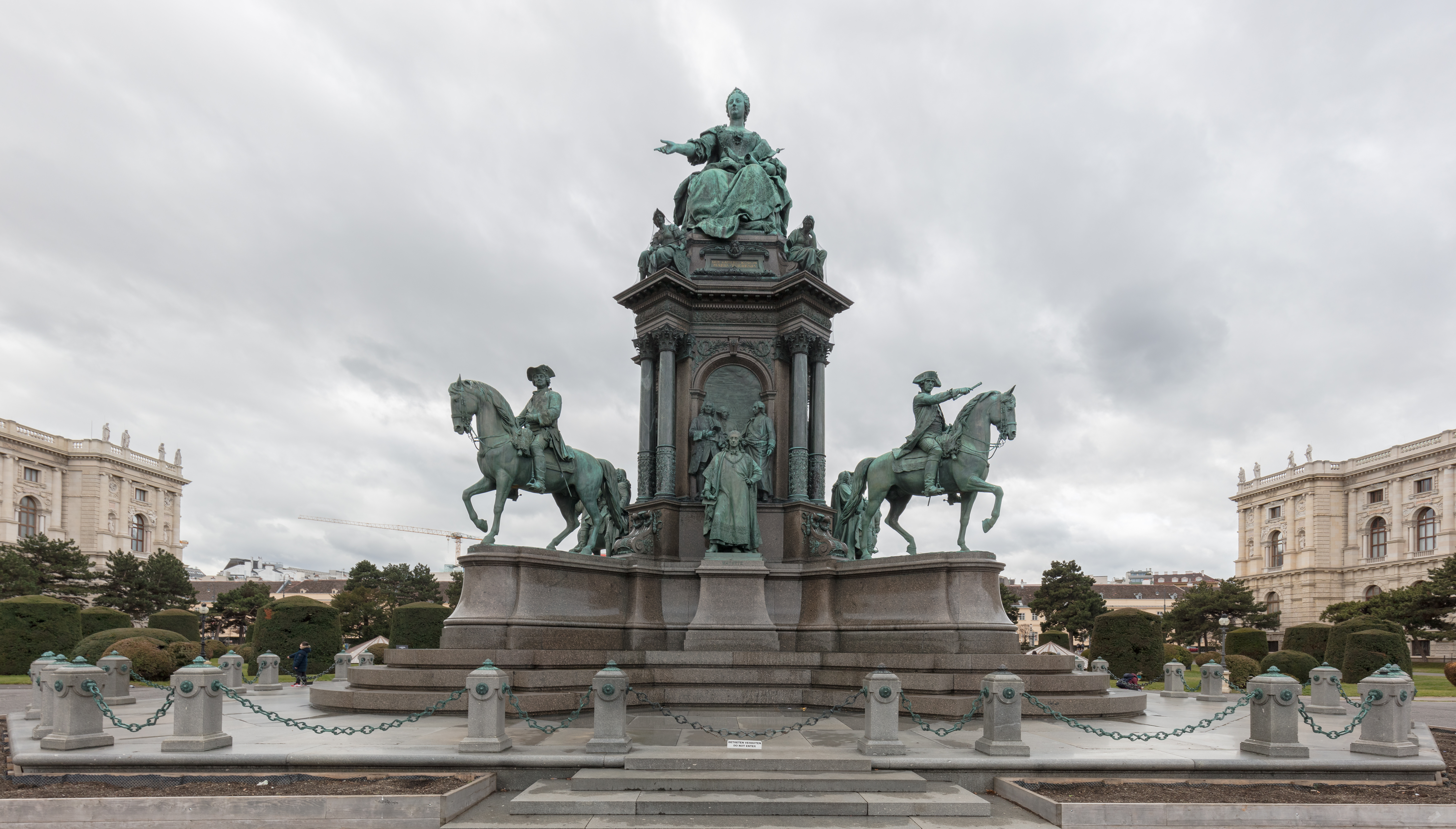
Monumento a María Teresa.
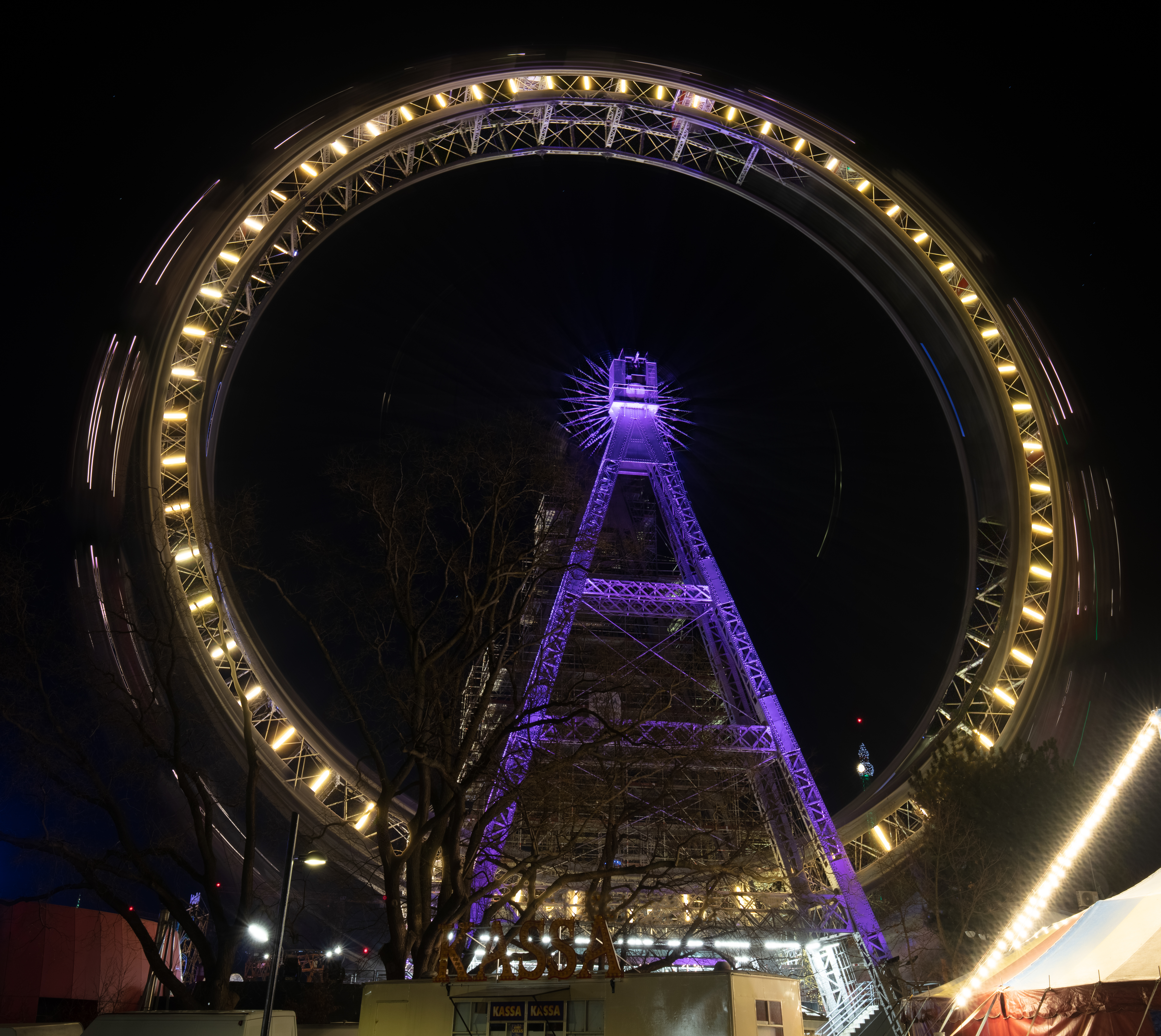
Noria de Viena.

## Ciudades hermanas y acuerdos de amistad
- Belgrado, Serbia
- Bratislava, Eslovaquia
- Brno, República Checa
- Budapest, Hungría
- Kiev, Ucrania
- Liubliana, Eslovenia
- Miami, Estados Unidos
- Moscú, Rusia
- Tel Aviv, Israel
- Varsovia, Polonia
- Zagreb, Croacia